# Kulturrevolution

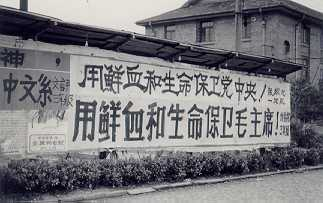
Losungen auf der Außenmauer der Fudan-Universität im Frühling 1976: „Blut und Leben zur Verteidigung des Zentralkomitees, Blut und Leben zur Verteidigung von Mao“

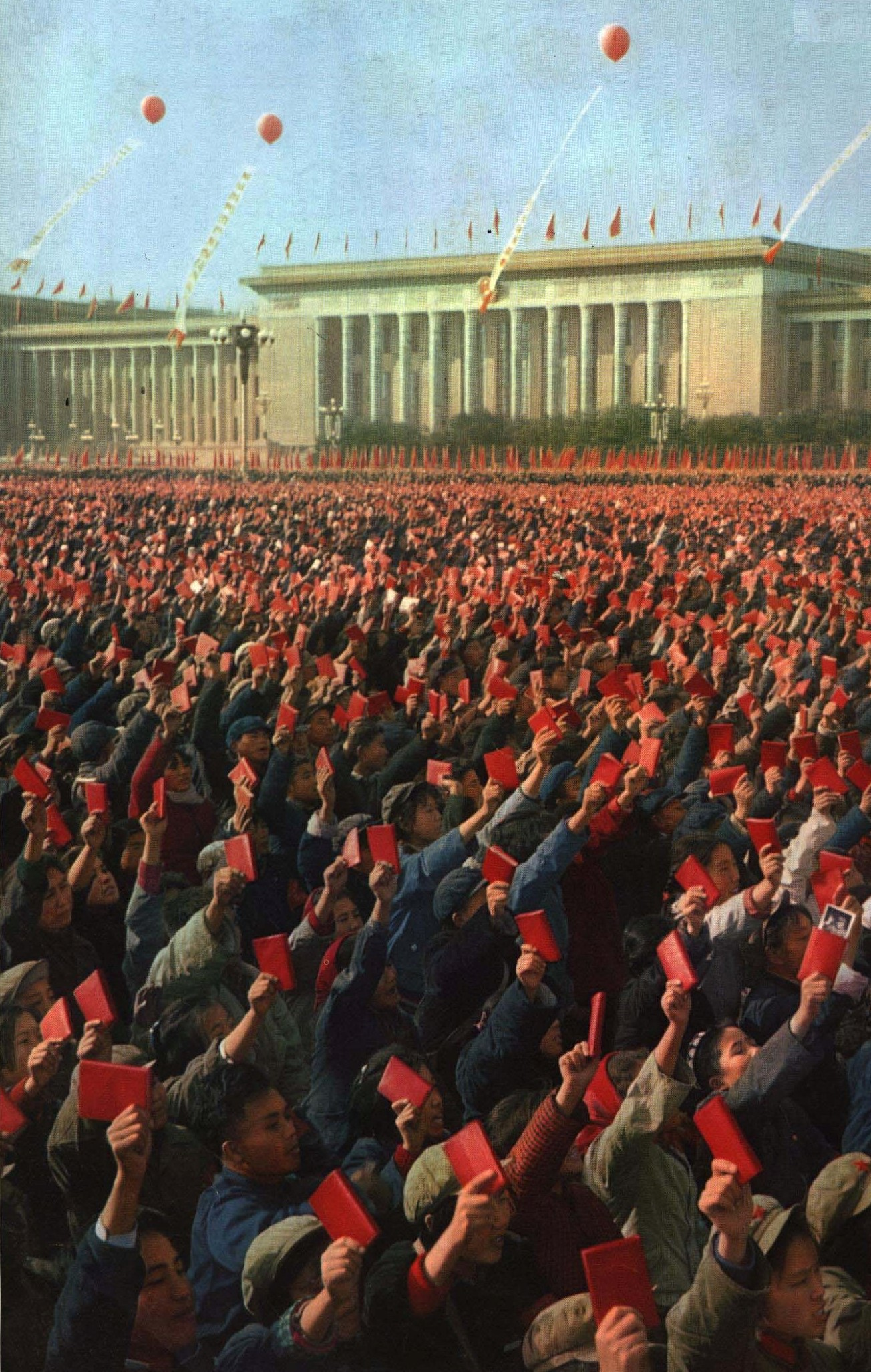
Rote Garden auf dem Platz des Himmlischen Friedens (1967)

Die chinesische Kulturrevolution (chinesisch 無產階級文化大革命 / 无产阶级文化大革命, Pinyin wúchǎnjiējí wénhuà dàgémìng, – „Große Proletarische Kulturrevolution“ oder kurz 文革 wéngé) war eine politische Kampagne in der Volksrepublik China, die 1966 von Mao Zedong und seinen Verbündeten in der Volksrepublik China gestartet wurde. Die Kampagne dauerte bis 1976 und ist in China auch als „Zehn Jahre Chaos“ bekannt. Mao startete die Kulturrevolution mit Hilfe der „Gruppe Kulturrevolution“ und anderer. Dazu gehörten seine Frau Jiang Qing, sein Privatsekretär Chen Boda, Verteidigungsminister Lin Biao, die radikalen Kulturfunktionäre Zhang Chunqiao, Yao Wenyuan und der Spezialist für geheime Aktionen Kang Sheng. In diese Zeit fällt auch die Etablierung von Maos Personenkult. Mit der vordergründigen Zielsetzung, kapitalistische, bürgerliche und traditionalistische Infiltrierungen der Gesellschaft durch eine Fortsetzung des Klassenkampfs zu entfernen, ging die Bewegung mit massiven Menschenrechtsverletzungen und politischen Morden bis auf der höchsten Ebene einher; unter anderem kamen Maos jeweils in Ungnade gefallene designierte Nachfolger Liu Shaoqi und Lin Biao ums Leben.
Eine genaue Zahl der durch die Kulturrevolution getöteten Menschen ist nicht bekannt. Die vorliegenden Schätzungen (teilweise auch politisch motiviert) variieren stark und liegen zwischen Hunderttausenden und 20 Millionen Toten in ganz China. Massaker wie das Massaker von Guangxi (und Kannibalismus), die Säuberung der Inneren Mongolei, das Massaker von Guangdong, der Spionagefall von Zhao Jianmin, das Daoxian-Massaker, der Shadian-Zwischenfall, und der Rote August von Peking fanden während der Kulturrevolution statt. Darüber hinaus waren viele Millionen Menschen Folter und anderen physischen und psychischen Misshandlungen ausgesetzt, wurden verhaftet und landeten in Gefängnissen und Arbeitslagern. Eine noch größere Zahl wurde in entlegene Gegenden des Landes verbannt. Ab dem Roten August von Peking wurde die Bewegung zur Zerstörung der „Vier Alten“ durchgeführt. Gemeint waren damit alte Denkweisen, Kulturen, Gewohnheiten und Sitten.  Während der Kulturrevolution stürzten der Banqiao-Staudamm und andere 61 Staudämme in der Provinz Henan 1975 ein und wurden zu einer der größten technologischen Katastrophen in der Geschichte. Während Mao die Kulturrevolution nach grundlegenden (aber letztlich nicht dauerhaften) Umwälzungen in Gesellschaft und Regierung 1969 für beendet erklärte, wird ihr Ende eher an Lins Tod 1971 oder Maos Tod 1976 festgemacht. Im Oktober 1976 wurden die noch lebenden Initiatoren der Kulturrevolution, die „Viererbande“, verhaftet und damit der Kulturrevolution ein Ende gesetzt.
Von den folgenden chinesischen Regierungen, vor allem in der Beurteilung durch Deng Xiaoping, wird die Kulturrevolution seit 1981 als gravierender Fehler und größter Rückschritt in der Geschichte des Landes angesehen, jedoch abseits der offiziellen Darstellung von 1981 in der Erinnerungskultur kaum berücksichtigt. In den späten 1970er Jahren startete Deng Xiaoping das Programm „Boluan Fanzheng“, um die Fehler der Kulturrevolution zu korrigieren. Im Dezember 1978 wurde Deng der neue oberste Führer Chinas und startete die „Reform und Öffnung“, die eine neue Phase Chinas einleitete. Aber Maos Verantwortung wird eher geringfügig und isoliert von seinen übrigen gepriesenen Tätigkeiten und seinem Personenkult betrachtet.

## Entwicklung
Zunächst wurde die Kulturrevolution als eine Bewegung zur Beseitigung von Missständen in Staat und Gesellschaft von großen Teilen der Bevölkerung begrüßt. Mao setzte jedoch statt der von Politikern wie Liu Shaoqi gewünschten Erneuerung innerhalb der Kommunistischen Partei Chinas (KPCh) eine Massenbewegung zur Zerstörung der alten KPCh in Gang. Die meisten der alten Kader wurden ihrer Ämter enthoben. Nur 28 % der Politbüro- und 34 % der ZK-Mitglieder sowie 29 % der Provinzsekretäre konnten sich bis Ende 1966 in ihrer Position halten.
Die Kulturrevolution bestand aus einer Reihe von Massenkampagnen, die sich ablösten und teilweise widersprachen. Ursprünglich sollte die Kulturrevolution nur ein halbes Jahr dauern, dann wurde sie zehn Jahre lang, bis zu Maos Tod, immer verlängert. Konnte Mao zu Beginn der Kulturrevolution noch wesentliche Teile der Bevölkerung für die Kulturrevolution begeistern, so wurden die in den letzten Jahren angeordneten Massenbewegungen zu lustlos abgehaltenen Pflichtritualen.
Die Kulturrevolution wird oft in drei Phasen eingeteilt: die Zeit der Roten Garden (Mai 1966 bis 1968), die Lin-Biao-Zeit (1968 bis August 1971) und die Zhou-Enlai-Phase (August 1971 bis Oktober 1976).
Anders als bei der Kampagne des Großen Sprungs nach vorn wurden die Wirtschaft und die Landwirtschaft von der Kulturrevolution weitgehend ausgenommen. Man hatte gelernt, dass die Produktion möglichst ungestört weiterlaufen musste. Die Kampagnen konzentrierten sich auf Politik, Kultur, öffentliche Meinung, Schule und Universitäten, dort jedoch wütete die Kulturrevolution anfangs mit teilweise grenzenloser Grausamkeit. Etliche Professoren wurden totgeschlagen. Die Universitäten stellten zu Beginn der Kulturrevolution ihre Arbeit ein, und ein normaler Universitätsbetrieb, mit Eingangs- und Abschlussprüfungen sowie qualifizierten Zeugnissen, wurde erst 1978 wieder eingeführt. Zahlreiche Kulturdenkmäler wurden durch Revolutionäre zerstört.
Auch bei den führenden Politikern gab es diese Arbeitsteilung zwischen Kulturrevolution und Produktion. Für die Kulturrevolution waren, unter der Anleitung von Mao, Politiker wie Jiang Qing und Lin Biao zuständig, für die Wirtschaft, von der Mao wenig verstand und die er anderen überließ, Politiker wie Zhou Enlai und Deng Xiaoping.

## Konzept und Begriff

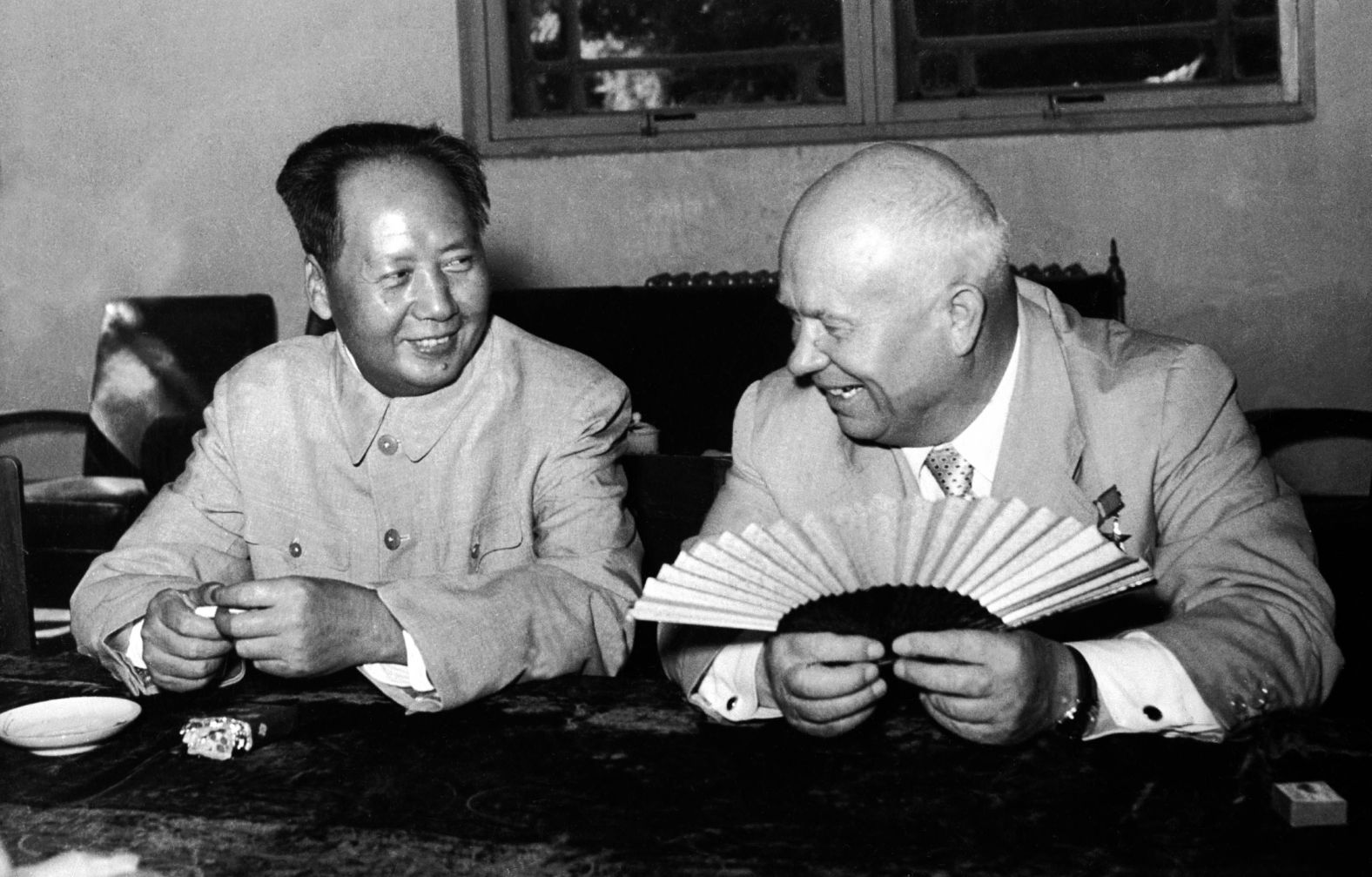
Mao und Chruschtschow (1958)

In den 1960er Jahren war China nach Maos Vorstellungen, wie zuvor bereits die UdSSR, auf dem Weg des Revisionismus. In der UdSSR hatte nach Ansicht Maos eine neue Bürokratenklasse die Macht übernommen, abgehoben von der Masse der Bevölkerung. Mao wies darauf hin, dass die Klassenkämpfe das leitende Prinzip der Politik sein müssten und dass der Klassenkampf „täglich, monatlich und jährlich“ durchgeführt werden müsste. In China sah Mao jedoch ein Erstarren im erreichten Zustand mit einer Bürokratenklasse, die ihre Position, abgehoben von den Volksmassen, zementierte.
Daher forderte Mao eine neue sozialistische Revolution im Bereich des politischen, gesellschaftlichen wie kulturellen Überbaus – die Kulturrevolution. Der Grund für die Ausrufung der Kulturrevolution lag nicht nur im Sturz einiger Politiker der „pragmatischen Linie“ wie Liu Shaoqi oder Deng Xiaoping. Deren Entmachtung war bereits zu Beginn der Kulturrevolution im Mai 1966 erledigt, als sich eine große Mehrheit im neuen Politbüro gegen sie stellte. Sie konnten zwar in der Wirtschafts- und Tagespolitik weiterarbeiten, den Rückhalt im Politbüro hatten sie jedoch verloren. Mao hatte ein größeres gesellschaftliches Ziel vor Augen. Die ganze Gesellschaft und die Partei sollten proletarisch erneuert und ein weiterer Schritt hin zum idealen Sozialismus vollbracht werden.

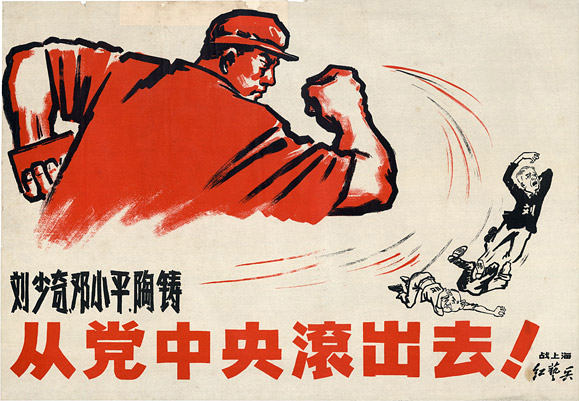
Propagandaposter (1966): „Liu Shaoqi, Deng Xiaoping und Tao Zhu müssen raus aus dem Zentralkomitee der Partei“

Anders als nach der Vorstellung der Politiker um Liu Shaoqi war Mao daran gelegen, dass die notwendigen Erneuerungen nicht innerhalb und durch die Kommunistische Partei, sondern durch die Volksmassen herbeigeführt würden. Er war der Meinung, dass, wenn man sich auf den Ansturm der Volksmassen verlässt, eine Änderung der gesellschaftlichen Gesamtsituation herbeigeführt und damit eine wahre sozialistische Gesellschaft geschaffen werden könne. Daher der Ausdruck Maos: „Mit Chaos auf Erden erreicht man große Ordnung im Land.“
Mao hoffte, mittels der Kulturrevolution zum Vater und Führer der sozialistischen Weltrevolution zu werden, und betrachtete deshalb die Kulturrevolution als entscheidendes Ereignis der Menschheitsgeschichte. In der Zeitschrift Rote Fahne schrieb er dazu im Jahr 1967:

„Die Große Proletarische Kulturrevolution ist eine Revolution, die die Seelen der Menschen erfasst hat. Sie trifft die grundsätzliche Position der Menschen, bestimmt ihre Weltanschauung, bestimmt den Weg, den sie bereits gegangen sind oder noch gehen werden und erfasst die gesamte Revolutiongeschichte Chinas. Dies ist die größte, in der Geschichte der Menschheit noch nie dagewesene, Umwälzung der Gesellschaft. Sie wird eine ganze Generation von standhaften Kommunisten heranbilden.“

Verbunden mit dem täglichen Personenkult um Mao, gab die Verkündung Maos in Richtung der chinesischen Jugend, mit der Kulturrevolution ein neues Kapitel der Geschichte der Menschheit hin zu einer idealen Welt aufzuschlagen, der Bewegung Begeisterung, Fanatismus sowie Brutalität, Hass und Zerstörungswut gegen die angeblichen Feinde.
Ein wesentliches Merkmal der Kulturrevolution war deren Unbestimmtheit. Es sollten „kapitalistische Machthaber“ und „Revisionisten“ entlarvt werden, die den „falschen Weg“ gingen, es war aber nirgends festgelegt, was diese Begriffe zu bedeuten hatten. Gleichzeitig waren die gefällten Urteile absolut. Bei einer Person, der vorgeworfen wurde, auf dem falschen Weg zu sein, war alles falsch, bei Personen, die „auf dem richtigen Weg waren“, war alles richtig. Daraus folgte auch oft sinnlose Brutalität gegen alte, verdiente Genossen und Kämpfer im Bürgerkrieg, die angeblich den „richtigen Weg verlassen hatten“. Selbst zwischen den Antreibern der Kulturrevolution waren gewaltsame Konflikte nicht ungewöhnlich.
Das Kulturleben und die höhere Bildung kamen fast völlig zum Erliegen. Die Universitäten hielten von 1966 bis 1978 keinen normalen Bildungsbetrieb ab. Die Entstehung einer neuen Bildungsschicht zu vermeiden und den Klassenkampf zu propagieren, erschien wichtiger als Wissensvermittlung.
Durch das Ausklammern der Wirtschaft aus der Kulturrevolution war es möglich, dass Deng Xiaoping, der in der Kulturrevolution als besonders übler „Revisionist“ angefeindet wurde, von den zehn Jahren der Kulturrevolution fünf Jahre lang an führender Stelle politisch aktiv sein konnte, von 1966 bis 1968 als Generalsekretär der Partei und von 1973 bis 1976 als Stellvertreter und später Nachfolger von Zhou Enlai. Auf der anderen Seite war der Zugriff im Bereich der Kultur umfassend. Jiang Qing wählte beispielsweise eigenmächtig Werke, in denen proletarische Helden mit ihren Heldentaten präsentiert wurden, als vorbildlich aus. Die Aufführung der traditionellen Opern wurde verboten.
Kurz vor seinem Tod empfing Mao noch einmal seinen Nachfolger Hua Guofeng und seine wichtigsten Mitstreiter für die Kulturrevolution, die spätere Viererbande Wang Hongwen, Zhang Chunqiao, Jiang Qing und Yao Wenyuan, und gab folgendes Urteil über sein Lebenswerk ab:

„In China gibt es ein altes Sprichwort: Erst wenn der Sarg geschlossen ist, lässt sich ein Urteil über ihn fällen. Bei mir wird es auch langsam Zeit, nun kann man doch eine Bewertung abgeben. In meinem Leben kann ich auf zwei Leistungen zurückblicken. Ich habe Chiang Kai-shek jahrzehntelang bekämpft und ihn auf einige Inseln vertrieben. Nach einem achtjährigen Krieg habe ich die Japaner nach Hause geschickt. Schließlich bin ich nach Peking, bis in die Verbotene Stadt vorgedrungen. […] Wie ihr wisst, ist die andere Leistung die Kulturrevolution. Nur wenige unterstützen sie, viele sind gegen sie.“

Vier Wochen nach Maos Tod wurden Wang Hongwen, Zhang Chunqiao, Jiang Qing und Yao Wenyuan als Viererbande verhaftet, und ein Jahr nach Maos Tod wurde Deng Xiaoping wieder in seine früheren Ämter eingesetzt. Die Kulturrevolution, für die Mao zehn Jahre lang gestritten hatte, war zu Ende.

## Hintergründe
Seit Gründung der Volksrepublik China standen sich in der KPCh im Wesentlichen zwei Gruppen mit stark voneinander abweichenden Positionen gegenüber. Mao betonte, dass auch nach dem Sieg im Bürgerkrieg der Klassenkampf nicht aufgehört habe und dass es das revolutionäre Bewusstsein der Massen zu fördern gelte. Die Politiker um Liu Shaoqi legten den Arbeitsschwerpunkt darauf, das Land schnell aufzubauen und hohes Wirtschaftswachstum zu erzielen.
Auf dem 8. Parteikongress der Kommunistischen Partei Chinas (1956) wurde die Leitung Chinas neu geordnet. Nach Mao, der als Parteivorsitzender in der politischen Hierarchie die Nummer eins blieb, wurde Liu die Nummer zwei. Als Staatspräsident wurde er offiziell als Nachfolger von Mao eingesetzt. Auch Deng Xiaoping bekam als Generalsekretär eine wichtige Position in der Partei. Die Veränderungen standen im Einklang mit Maos Vorstellungen, der sich aus der Tagespolitik etwas zurückziehen und mehr der strategischen politischen Ausrichtung widmen wollte. Auf Vorschlag von Mao wurde das Zentralkomitee in zwei Fronten eingeteilt. An der ersten Front waren Liu Shaoqi, Zhou Enlai, Zhu De, Chen Yun und Deng Xiaoping. Offiziell trat Mao zur zweiten Front ab, war jedoch auch noch an der ersten Front tätig. Später gab Deng über das damalige Verhältnis zu Mao folgende Erklärung ab:

„Im Allgemeinen kann man sagen, dass bis 1957 die Führung Mao Zedongs richtig war, doch häuften sich ab diesem Zeitpunkt die Fehler.“

Nach 1957 entwickelte Mao die „linksgerichtete Theorie des Klassenkampfes“, die in der Partei immer weiteren Raum einnahm. Sie legt dar, dass sich in China auf „politischer und ideologischer Ebene eine neue Ausbeuterklasse“ entwickle. Zu dieser neuen Ausbeuterklasse gehörten nach Mao Funktionäre, Verwaltungsfachleute, Techniker, Intellektuelle usw., die „den Kontakt zu den Volksmassen“ verloren hätten.
Nach der Katastrophe des Großen Sprungs nach vorn verschärfte sich der Richtungsstreit. Die Methode der wirtschaftlichen Anreize, mit der Liu die Wirtschaft wieder ankurbelte, wurde von Mao als revisionistisch gebrandmarkt. Die Wirtschaft erholte sich zwar und die Versorgungslage besserte sich, das starke Wachstum wurde jedoch unter anderem durch die Wiedereinführung von Akkordlöhnen, Bonussystemen und Kurzarbeit erreicht. Gleichzeitig wurden viele der während des Großen Sprungs nach vorn auf dem Land aufgebauten Wirtschaftsbetriebe, Gesundheits- und Bildungseinrichtungen geschlossen. Das während des Großen Sprungs rückläufige Stadt-Land-Gefälle wuchs wieder stark an. Mit dem Zuzug zahlreicher Landbewohner stieg die Arbeitslosigkeit in den Städten, und es entstanden soziale Spannungen zwischen den fest angestellten Arbeitern in den Industriebetrieben und jenen, die jederzeit entlassen werden konnten.
Zwischen der Konzeption Lius und Maos gab es aber noch weitere bedeutende Unterschiede.

### Meinungsverschiedenheiten zwischen Mao und Liu
Liu beschrieb die Position der Partei und der einzelnen Parteimitglieder wie folgt:
1. Mit der Machtübernahme der Kommunistischen Partei endet der Klassenkampf in China. Die Kommunistische Partei ist keine Klassenpartei mehr, sondern eine Partei des ganzen Volkes. Falls noch von Klassen die Rede ist, so können sie in Harmonie nebeneinander existieren.
2. Die Parteimitglieder sind der Partei zu bedingungslosem Gehorsam verpflichtet.
3. Der Einzelne kann um einer Karriere willen in die Partei eintreten.
4. Der innerparteiliche Friede ist Pflicht.
5. Die Volksmassen sind rückständig und müssen von der Partei geleitet werden.
6. Die kollektiven Interessen sollen mit den persönlichen Interessen der Einzelnen möglichst fruchtbar kombiniert werden.

Liu stellte seine Ansichten in seinem Buch Über die Selbstkultivierung eines kommunistischen Parteimitglieds dar, das bis 1962 eine Auflage von zwanzig Millionen Exemplaren erreichte.
Maos Vorstellung von der Partei und der Gesellschaft sah anders aus:
1. Klassenkampfbereitschaft auch im neuen China
2. flexibler Umgang mit Parteibeschlüssen
3. Glaube an die Volksmassen
4. Revolution aus Selbstmotivation
5. permanente Bereitschaft zur innerparteilichen Auseinandersetzung
6. Verzicht auf jeglichen persönlichen Vorteil

Liu war ein Apostel der Organisation, für den der Weg zum Sozialismus nicht über Massenbewegungen, sondern über eine wohlorganisierte und durch ihre Praxis glaubhafte kommunistische Elitepartei führte. Mao war ein Apostel der Massen, ohne deren Kontrolle die Partei den revisionistischen Weg einschlagen würde.
Auf wirtschaftlichem Gebiet forderte Mao eine Planwirtschaft, während Liu eher eine Marktwirtschaft anstrebte. Nur die strategischen Schlüsselpositionen sollten streng geplant werden.

### Vorgeschichte der Kulturrevolution

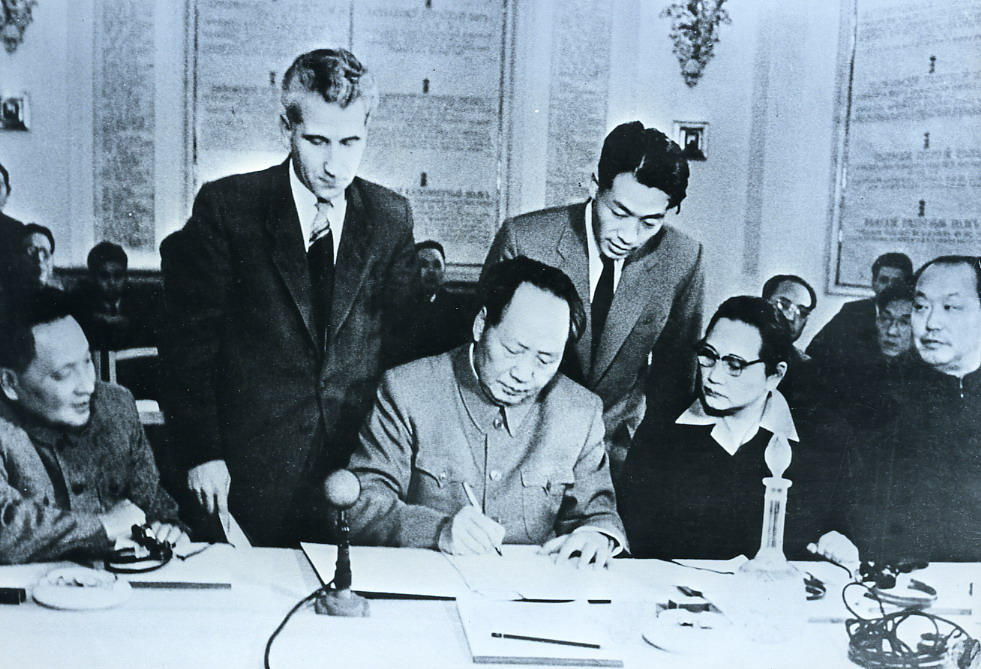
Mao und Deng in Moskau (1957)

In der ersten Hälfte der fünfziger Jahre sollte das alte feudalistische China in ein sozialistisches Land umgebaut werden. Industrie und Handwerksbetriebe wurden schrittweise verstaatlicht. Nun war die Frage, wie weiter vorangegangen werden sollte.
Ab 1956 begann Mao das sozialistische Aufbaumodell der Sowjetunion zu kritisieren und wurde immer unzufriedener mit der Arbeit des Parteikomitees der „ersten Front“ (besonders Liu und Deng). Mao wollte ein Übergreifen des sowjetischen Musters der „friedlichen Evolution“ (der Agrarverhältnisse und Industrie) auf China nach dem Ende des Klassenkampfes verhindern. Im Herbst 1957 verkündete Mao während des 3. Plenums des 8. Zentralkomitees der KPCh: „Der Widerspruch zwischen dem Proletariat und der Bourgeoisie, zwischen dem sozialistischen und dem kapitalistischen Weg, ist derzeit zweifellos der Hauptwiderspruch in der Gesellschaft unseres Landes.“
1957 wurde im Anschluss an die Kampagne Lasst 100 Blumen blühen die „Anti-Rechts-Bewegung“ gestartet. Im Rahmen dieser Kampagne wurden über 500.000 Menschen dem rechten Flügel zugeordnet, zu dem es antagonistische, unversöhnliche Widersprüche gebe.
Nach der Katastrophe des Großen Sprungs nach vorn wurde die politische Linie um den Staatspräsidenten Liu Shaoqi vorherrschend. Liu erreichte mit seiner Politik das dringend benötigte Wirtschaftswachstum. Die Schaffung eines neuen Menschen mit sozialistischem Bewusstsein, wie es Mao wünschte, geriet ins Hintertreffen. Mao blieb jedoch oberster politischer Führer innerhalb der Partei mit hoher ideologischer Autorität. Seine Auffassungen zum Sozialismus stellten gleichzeitig die Parteilinie dar, auch wenn die Tagespolitik dann deutlich anders verlief. Mao befürchtete nun, dass die chinesische sozialistische Revolution am Ende nichts anderes bewirken würde, als die alte Klasse der Grundbesitzer und der städtischen Bourgeoisie durch eine neue Ausbeuterklasse zu ersetzen, die Funktionäre der kommunistischen Partei- und Verwaltungsbürokratie. Mao strebte eine Gesellschaft geringer Arbeitsteilung, Autarkie, vereinheitlichter Einkommen mit einer Überbrückung der gesellschaftlichen Unterschiede an. Es war eine Variante des Versuchs Maos, im Großen Sprung nach vorn Volkskommunen aufzubauen.
Um den revolutionären Elan neu zu entfachen, setzte Mao auf Massenkampagnen. So wurden im Jahr 1962 die Kampagnen zur „sozialistischen Erziehung“, zur „Erziehung von Millionen Nachfolgern der proletarischen Revolution“ und zum „Lernen von der Volksbefreiungsarmee“ gestartet.
1962 machte Mao die Gegner der sozialistischen Gesellschaft in der Kommunistischen Partei selbst aus, indem er diejenigen Parteifunktionäre kritisierte, die den „kapitalistischen“ Weg gehen wollten. Er prangerte die Staats- und Parteibürokratie als eine neue Klasse an, die sich von den normalen Bürgern durch die von der Partei verliehenen Privilegien – nach genauen Rangunterschieden klassifiziert – unterschied. Mit seiner Kritik an den „privilegierten Funktionären“ bekam Mao auch innerhalb der Partei Zustimmung. Auf dem 10. Plenum des 8. Zentralkomitees der KPCh im September 1962 wurden die Auffassungen Maos zum Klassenkampf von der Partei angenommen. Sie besagten, dass der Klassenkampf während des gesamten Übergangs vom Kapitalismus zum Kommunismus vorherrsche. Die sozialistische Erziehung müsse deshalb unter dem Leitgedanken der Ausweitung des Klassengedankens erfolgen.
Auf der Tagung des Zentralkomitees der KPCh im Februar 1963 wurde wieder beklagt, dass innerhalb der KPCh eine „privilegierte Schicht“ und eine „bürokratische Klasse“ herrschten. Leitende Kader wurden als „kapitalistische Elemente“ bezeichnet und Mao gab die Parole aus: „Mit dem Klassenkampf jede Aufgabe meistern“.
Im Juli 1964 wurde auf Wunsch Mao Zedongs ein kleines Komitee ins Leben gerufen, das eine Kulturrevolution vorbereiten sollte: die sogenannte Fünfergruppe. Diesem Komitee gehörten Peng Zhen (Bürgermeister von Peking, Mitglied des Parteisekretariats), Lu Dingyi (Propagandachef der Partei), Kang Sheng (stellvertretender Parteisekretär), Zhou Yang (stellvertretender Propagandachef) und Wu Lengxi (Chef der Nachrichtenagentur Xinhua) an. Von diesen fünf Personen kann jedoch mit Kang Sheng nur einer als enger Verbündeter Maos gewertet werden, und die Vorstellungen von einer Kulturrevolution waren sehr unklar und unterschiedlich. Politikern wie Peng Zhen schwebte unter Kulturrevolution eher eine Überprüfung der Verwaltung und Partei auf Korruption und Vetternwirtschaft unter Leitung der KPCh und keine Massenbewegung vor.
1965 gaben Mao und das Zentralkomitee der KPCh eine kritische Bewertung der Lage des Landes ab. Demnach befinde sich bereits ein Drittel der politischen Macht nicht mehr in den Händen der KPCh, Marxisten und Arbeiter hätten ihren Einfluss in den Führungsebenen der Betriebe verloren, Schulen würden von Bourgeoisie und Intellektuellen kontrolliert, und Gelehrten- und Künstlerkreise bewegten sich am Rande des Revisionismus. Im Land herrschten „Arbeiterblut saugende“ Bürokratenklassen und in der Partei „Machthaber, die den kapitalistischen Weg eingeschlagen haben“. Während also die Regierung unter Liu ihre markt- und leistungsorientierte Wirtschaftspolitik weiter betrieb, brachte Mao die Bevölkerung gegen wesentliche Teile der kommunistischen Partei in Stellung.
In der Tat hatte Mao für seinen Aufruf zum neuen Klassenkampf der Volksmassen gegen seine Unterdrücker starke Argumente. Zu Beginn der Volksrepublik waren auf dem Land die Klassenverhältnisse auf den Kopf gestellt worden. Die neue tonangebende Klasse waren die „Armen Bauern“. Dahinter kamen die „Mittleren Bauern“. Nur diese beiden Klassen hatten auf dem Dorf Mitspracherecht. Den ehemaligen „Reichen Bauern“ wurden meist schlechtere Böden zugeteilt, während die ehemaligen größeren Grundbesitzer von Glück sprechen konnten, wenn sie mit schlechten Böden überhaupt überleben durften. Sie wurden als schwarze Elemente stigmatisiert.
Wenn Mao nun die Situation Mitte der 1960er Jahre mit der zu Beginn der Existenz der Volksrepublik verglich, so sah er, dass die Klassenverhältnisse sich wieder umgekehrt hatten. Es war eine neue Schicht reicher Bauern und reicher Händler entstanden. Nicht nur konnten die Erträge guter Leistung beim Einzelnen verbleiben; gute Leistung wurde staatlicherseits zudem kräftig unterstützt. Familien, die in der Lage waren, ihre Produktion zu erhöhen, wurden mit zusätzlichen staatlichen Lieferungen und erweiterten Kreditchancen belohnt. Darüber hinaus wurde die privat bewirtschaftete Fläche weit über die eigentlich vorgegebenen fünf Prozent ausgeweitet. Eine erfolgreiche Familie konnte ihre bewirtschaftete Fläche erhöhen, arme Bauern als Landarbeiter einstellen und das eine oder andere Familienmitglied ging in den Zwischenhandel, um die eigenen und die Produkte anderer Bauern des Dorfes auf freien Märkten zu vertreiben. Unterstützt wurden die reichen Bauern und Händler von den lokalen Kadern, die gegen „angemessene Abgaben“ weitere Unterstützung durch Staat und Verwaltung anboten. Mao sprach von einer Korrumpierung der lokalen Kader durch die ländliche Bourgeoisie. Die Kader konnten ausnützen, dass es in der jungen Volksrepublik noch kaum Verordnungen oder Gesetze gab, nach denen sie sich hätten richten müssen. Es lag noch viel Wahrheit im Spruch des alten Kaiserreiches, dass des Kaisers Macht an der Dorfhecke ende. Was vom Kader erwartet wurde, war die Akzeptanz durch seinen direkten Chef und wirtschaftlicher Erfolg. Darüber hinaus konnte er sich als der neue Dorfkaiser aufspielen.
Am Vorabend der Kulturrevolution waren lokale Partei, verwaltende Kader und der wohlhabend gewordene Teil der Bauernschaft zu einer engen Interessengemeinschaft zusammengerückt, die sich von der übrigen Bauernschaft abgesetzt hatte, sich gegenseitig Vorteile verschaffte und das Land beherrschte.
Mao, der betonte, dass sich bisher alle Bauernerhebungen in der chinesischen Vergangenheit an der bürokratischen Tradition der langen chinesischen Geschichte gebrochen hätten, hatte nie den Optimismus anderer chinesischen Politiker geteilt, dass mit der Ausschaltung der reichen Grundbesitzer und der Machtübernahme einer kommunistischen Regierung das Problem des Klassenkampfes erledigt sei. Mao betrachtete es als nur normal, dass sich nach fünfzehn Jahren ohne Klassenkampf eine neue herrschende Klasse herausgebildet habe, und forderte, dass die Volksmassen dieser neu etablierten Klassenstruktur entgegentreten müssten, solange noch Zeit sei, auch wenn Mitglieder dieser neuen herrschenden Klasse Funktionäre der Kommunistischen Partei seien. Im Gegenteil, gerade weil wesentliche Teile der kommunistischen Kader Teil der neuen Ausbeuterschicht seien, könne die Partei allein den Klassenkampf nicht mehr führen. Ohne einen neuen Klassenkampf der Volksmassen, so Mao, werde China langsam, aber sicher wieder in die lange Geschichte der alten Klassen- und Ausbeuterstruktur zurückkehren.
Im September 1965 stellte Mao den Antrag, den Klassenkampf wieder zu verschärfen. Diesen Antrag wies das Politbüro zurück. Mao erkannte, dass er aktuell in Peking keine weiteren Möglichkeiten gegen die innerparteiliche Opposition um Liu Shaoqi, Deng Xiaoping und das Pekinger Stadtkomitee unter Peng Zhen besaß. Daraufhin reiste er nach Shanghai, Süd- und Ostchina und begann mit Unterstützung des Shanghaier Stadtkomitees eine publizistische Kampagne gegen die intellektuelle Opposition. Er wollte ein Klima schaffen, bei dem er die Mehrheit des Politbüros, die ihn zwar als Politiker mit großen Verdiensten ehrte, den Kurs der „regulierten Marktwirtschaft“ Lius aber nicht gegen neue Massenkampagnen eintauschen wollte, um sich sammeln konnte. Daher griff Mao zunächst Liu nicht direkt an, sondern verwies auf eine nach seinen Worten neu entstandene Ausbeuterklasse, die es zu beseitigen gelte.

## Beginn

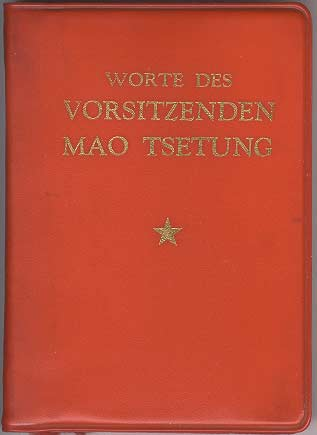
Deutsche Ausgabe der Mao-Bibel von 1972

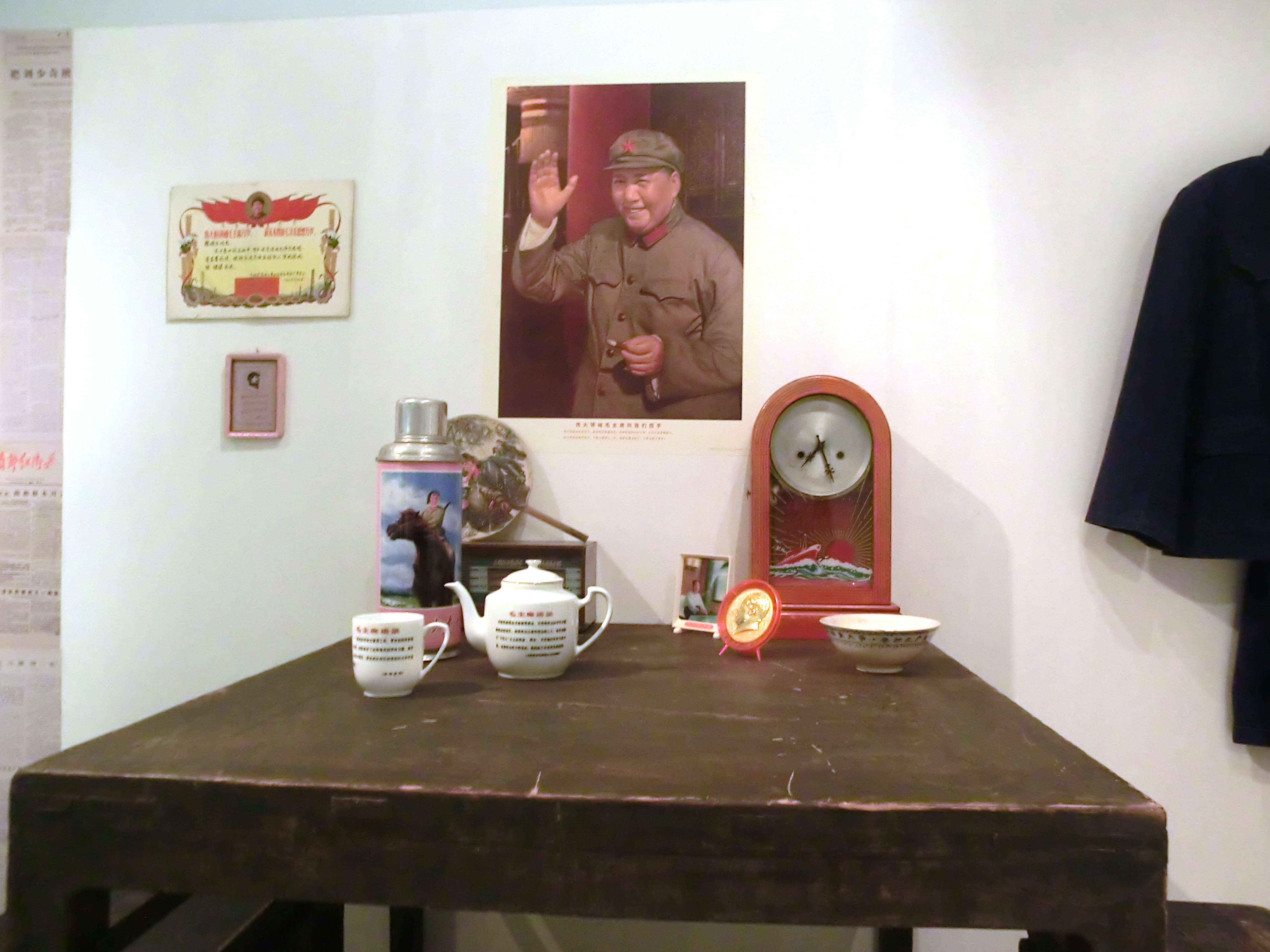
Gebrauchskunst mit Mao-Porträts, 1960er Jahre

### Mao weicht nach Shanghai aus
Vor der Kulturrevolution war Mao machtpolitisch sehr geschwächt. Im Politbüro hatte er mit seinen Ansichten keine Mehrheit, und die lokale Parteiführung in Peking hatte ihn in Peking kaltgestellt. So wurden seine Aufsätze und Aufrufe zwar in Shanghai und in der Armeezeitung gedruckt, nicht jedoch in den Medien von Peking. Mao hatte deswegen Peking verlassen und hielt sich vornehmlich in Südchina auf. Trotz dieser Kaltstellung durch den Staatsapparat war Mao nach wie vor das Objekt des Personenkults, der besonders von Lin Biao immer weiter getrieben wurde. Dadurch wurde Mao als Führungsfigur des neuen Chinas von der breiten Masse der Bevölkerung und auch von wesentlichen Teilen der Partei weiterhin verehrt.

### Mao gewinnt die Macht in Peking zurück
Maos Strategie des Sturzes der bisherigen Machthaber bestand aus drei Teilen. Zuerst wurde die Gefahr der Konterrevolution heraufbeschworen, mit wesentlichen Politikern Pekings als besonders gefährlichen, Putschpläne hegenden Gestalten. Um diesen Plänen zuvorzukommen, griff das Militär ein und besetzte Peking. Das Militär mit dem Mao treu ergebenen Lin Biao als Kommandeur übernahm die Funktion der Ordnungsmacht. Mit Hilfe der Militärs konnten dann erstmals jene Massenmedien, die weiterhin von schlimmen Putschplänen „rechter Elemente“ berichteten, in Maos Sinn gleichgeschaltet werden. Mao brachte seine späteren Roten Garden in Position und konnte mit dem Militär und den Roten Garden seine Kritiker entweder einschüchtern oder gleich gefangensetzen. Am 18. und 19. Juli 1966 riegelten Soldaten die Gebäude des ZK der KPCh und den Wohnbezirk der Mitglieder der Führungsspitze ab. Zwei Wochen später berief Mao das 11. Plenum der Zentralkomitees ein. Viele reguläre Mitglieder wurden zu diesem Zeitpunkt bereits verfolgt und konnten an den Sitzungen nicht mehr teilnehmen, sodass von den 173 Mitgliedern des Zentralkomitees nur 80 anwesend waren. Die Plätze der nicht anwesenden ZK-Mitglieder ließ Mao mit jungen Rebellen auffüllen. Damit hatte Mao das ihm genehme Zentralkomitee im von seinen Militärs beherrschten Peking. Die Vorkommnisse bis zur Einberufung des Zentralkomitees im August 1966 werden im Folgenden genauer dargestellt.
Maos erster Schritt war die Kritik an Wu Han, dem Vize-Bürgermeister von Peking. Wu Han war einer der hohen Funktionäre Pekings, die die politischen Aktivitäten Maos in Peking blockierten. Mao sprach vom „Unabhängigen Königreich Peking“, das so dicht abgeschlossen sei, dass kein Nebel, kein Wassertropfen dorthin durchdringen könne. Wu Han war früher Hochschulprofessor gewesen und hatte sich als Verfasser zweier historischer Theaterstücke einen Namen gemacht. Im Jahr 1961 wurde sein Stück Hai Rui wird seines Amtes enthoben uraufgeführt. Anhand dieses Stücks sollte Wu Han nun öffentlich vorgeführt und gestürzt werden.
Am 10. November wurde Wu Han in der Shanghaier Zeitung Wenhui Bao scharf angegriffen. Offiziell fungierte der Redakteur Yao Wenyuan als Autor, der Artikel stammte jedoch von Mao persönlich. Wu Han wurden schwere ideologische Fehler vorgeworfen. Er propagiere eine feudale Persönlichkeit und ignoriere den Klassenkampf des Volkes gegen die Herrschenden. Ende Dezember wurde der Kommentar auch in der Pekinger Zeitung Beijing Ribao, der Armeezeitung Jiefangjun Bao und der Volkszeitung gedruckt. Nach Ansicht der Herrschenden in Peking – Liu Shaoqi, Deng Xiaoping und Peng Zhen – sollte die gesamte Auseinandersetzung auf dem Kultursektor als rein akademische Debatte, als eine Variante des „Wettstreits der Hundert Schulen“ verstanden werden. Mao ging es jedoch um etwas ganz anderes: Der politische Gegner sollte persönlich diskreditiert und die Gefahr der Konterrevolution an die Wand gemalt werden. Es war der erste Schritt zur Vorbereitung von Maos Machtübernahme mit Hilfe des Militärs.
Neben dem öffentlichen Theaterdonner um Wu Han vollzog sich ein zentrales Ereignis eher im Verborgenen. Luo Ruiqing, der Generalsekretär der Militärkommission, wurde entmachtet. Luo Ruiqing war ein enger Vertrauter Dengs und als Gegengewicht zu Lin Biao eingesetzt, dem Vertreter der Linken um Mao. Anfang Dezember 1965 wurde er zu einer Sitzung nach Shanghai berufen. Am 8. Dezember traf er in Shanghai ein, wurde sofort von Lin Biao verhaftet und an einen unbekannten Ort gebracht. Es dauerte sieben Tage, bis Luo die ihm vorgegebene „Selbstkritik“ unterschrieb. Luo wurde als „Konterrevolutionär“ aller seiner Ämter enthoben, Lin Biao als Vertreter Maos hatte niemanden mehr neben sich. Mao hatte das Militär in der Hand.
Im Februar 1966 wurde das Gerücht in die Welt gesetzt, Peng Zhen, Lu Dingyi und weitere Funktionäre hätten einen Staatsstreich gegen Mao geplant, deshalb hätten die Pekinger Autoritäten das Pekinger Militär in Alarmbereitschaft gesetzt. Verteidigungsminister Lin Biao behauptete sogar, Deng Xiaoping selbst sei in die Verschwörung verwickelt, und sprach von der „Februar-Meuterei“. Die Rotgardisten traten auf und forderten die Todesstrafe für die angeblichen Putschisten. Scheinbar beschwichtigend goss Mao noch Öl ins Feuer: „Liu Shaoqi und Deng Xiaoping haben stets öffentlich und nicht geheim gearbeitet. Sie unterscheiden sich von Peng Zhen.“
Im März 1966 war es dann so weit. Angeblich zur Sicherung des Staatswesens marschierten 33.000 Mann der 38. Armee in Peking ein. Die Militärführung übernahm als „Schutzmacht“ die Kontrolle über das Staatswesen, die Pekinger Stadtführung wurde entmachtet. Mao ließ die Massenmedien gleichschalten, und den Oppositionellen wurden persönliche Konsequenzen angedroht. Die politischen Gewichte hatten sich verlagert, die politischen Gegner Maos konnten die Öffentlichkeit nicht mehr erreichen und waren den öffentlichen Angriffen Maos hilflos ausgeliefert.

### Entfernung der Kritiker Maos aus dem Politbüro
Im Mai 1966 ging Mao zum offenen Angriff über. Auf der „Erweiterten Tagung des Politbüros“ wurden gleich vier Politbüro- und sieben der dreizehn Sekretariatsmitglieder, die alle dem liuistischen Flügel angehörten, entlassen. Unter ihnen befanden sich der Bürgermeister von Peking Peng Zhen und der Generalstabschef der Volksbefreiungsarmee Luo Ruiqing, der Rivale von Lin Biao. Mao hatte sich ein ihm genehmes Politbüro wählen lassen. Auf der einen Seite gab es den Nimbus Maos, auf der anderen die Drohung mit persönlichen Konsequenzen.
Auf der gleichen Tagung wurde die Gruppe für die Kulturrevolution beim ZK unter der Leitung der Maoisten Jiang Qing, Chen Boda, Zhang Chunqiao und Kang Sheng gegründet und das alte Revolutionskomitee abgeschafft.
In der vom Politbüro veröffentlichten „Mitteilung des 16. Mai“ wurde Bilanz gezogen. Es wurde behauptet, dass die Leitung in den verschiedensten Bereichen wie Wissenschaft, Bildung, Literatur, Kunst sowie Nachrichten und Publikationswesen nicht mehr in den Händen der proletarischen Klasse liege. Die Mitglieder der intellektuellen Opposition wurden zu einem „Haufen antikommunistischer, volksfeindlicher Konterrevolutionäre“ erklärt, mit denen man einen „Kampf auf Leben und Tod“ führen müsse. Die „Vertreter des Kapitals“ hätten sich in die Partei, die Regierung und die Armee eingeschlichen und dort eine Fraktion von Machthabern innerhalb der Partei gebildet, die den kapitalistischen Weg gingen. Sie hätten Zeitungen, Rundfunksendungen, Zeitschriften, Bücher, Lehrmaterial, Reden, literarische Werke, Filme, Opern, Schauspiele, Kunst, Musik und Tanz mit ihrem kapitalistischen Gedankengut verseucht, weshalb man solche kapitalistischen Gedanken in allen Bereichen des geistigen und politischen Lebens entlarven und vernichten müsse. In der ersten Periode waren die Opfer der Kulturrevolution vorwiegend Intellektuelle.
Des Weiteren wurde festgestellt, dass ein großer Teil der leitenden Kader auf sämtlichen Verwaltungsebenen kapitalistische Interessen verträten und gegen Partei und Sozialismus handelten. Sie wurden zu konterrevolutionären, revisionistischen Elementen erklärt.
Aufrufe der Partei zu Massenbewegungen waren in China die Form, die politische Linie der Partei darzustellen. Mit den „Mitteilungen des 16. Mai“ rief Mao die Bevölkerung zur Aufdeckung und Ausmerzung von Missständen innerhalb von Partei und Gesellschaft auf. Anschließend sollten dann echte proletarische Nachfolgeorganisationen aufgebaut werden.
Die Ausweitung des Klassenkampfes rief einerseits Angst und Ablehnung hervor, andererseits folgten jedoch viele junge Menschen diesem Aufruf zur sozialistischen Revolution im Bereich des politischen Überbaus Chinas, dem Aufruf zur Kulturrevolution.
Über diese durch die Machtkonzentration auf und den Personenkult um Mao geprägte Zeit erklärte Deng Xiaoping später:

„Die Struktur ist der entscheidende Faktor. Die damalige Struktur war einfach so. Zu jener Zeit wurden die Verdienste einer einzigen Person zugesprochen. Bei einigen Themen hatten wir tatsächlich nicht widersprochen und sollten daher einen Teil der Verantwortung tragen. […] Natürlich konnten wir uns unter den damaligen Bedingungen in Wahrheit nur schwer widersetzen.“

### Degradierung von Liu Shaoqi im Zentralkomitee

Liu Shaoqi

Obwohl es zwischen den führenden Politikern stets Meinungsverschiedenheiten gab, wurde der Bevölkerung wie auch den Parteimitgliedern bis 1966 ein Bild der friedlichen und konfliktfreien KPCh dargestellt. Als Mao den ideologischen Streit mit dem offiziellen Präsidenten Liu Shaoqi an die Öffentlichkeit brachte, hatte Liu dem nichts entgegenzusetzen. Mao beherrschte die Medien. Liu hatte keine Möglichkeit, in den Medien oder vor der Bevölkerung seine Meinung darzustellen oder sich zu verteidigen. Mao hingegen konnte stets seine neuen Weisungen veröffentlichen, wie Liu zu bekämpfen sei. Schließlich wurde Liu von den Parteimitgliedern wie auch von der Bevölkerung als der „den kapitalistischen Weg gehende oberste Parteimachthaber“ beschimpft. Im neu gewählten Politbüro sank Liu Shaoqi in der Hierarchie vom 2. auf den 8. Rang. Die neue Nummer zwei wurde der Verteidigungsminister Lin Biao. Im neuen ständigen Ausschuss hatten die Maoisten nun neun der elf Sitze. Der Richtungsstreit zwischen Liu und Mao war damit entschieden.
Im August 1966 schrieb Mao selbst eine Wandzeitung mit dem Titel Das bürgerliche Hauptquartier bombardieren, in dem er sich direkt gegen Liu Shaoqi und Deng Xiaoping stellte.

## Erste Phase
Von den Initiatoren der Kulturrevolution wurde betont, dass der beginnende Aufruhr unter den Schülern und Studenten spontan, ohne Einwirkung von außen begonnen habe. Nach heutiger Sichtweise ist dies jedoch höchst unwahrscheinlich. Dass Schüler sich von sich aus, ohne Anleitung maßgeblicher Kräfte von außen, organisiert und gegen ihre Lehrer erhoben hätten, ist für das damalige China nicht vorstellbar. Heute nimmt man an, dass das Kulturrevolutionskomitee die entsprechenden Leute in die Schulen und Universitäten schickte, um Schüler und Studenten gemäß der neuen politischen Linie, den Vorgaben des kultisch verehrten Mao, zu aktivieren und zu organisieren.

### Aufruhr in den Schulen und Universitäten Pekings
Am 25. Mai 1966 erschien die erste Wandzeitung (大字报, dàzibào, wörtl. „das Große-Zeichen-Plakat“) an der Peking-Universität. Das Plakat wurde von Nie Yuanzi, der Parteisekretärin des Philosophieinstituts, verfasst. Sie wurde dazu von Kang Sheng ermuntert, einem Mitglied der Gruppe für die Kulturrevolution beim ZK. Nie Yuanzi beschuldigte den Rektor der Universität, Lu Ping, und einige seiner Kollegen, die Kulturrevolution zu sabotieren. Am 1. Juni wurde der Inhalt des Plakats in einer von Mao persönlich modifizierten Form im Radio und am 2. Juni im Parteiorgan Renmin Ribao veröffentlicht. Das Plakat forderte unter anderem, „die große rote Flagge des Mao-Zedong-Denkens hochzuhalten, sich um die Partei und den Vorsitzenden Mao zu vereinen und […] alle Subversionspläne der Revisionisten zu zerstören“.
An den 55 höheren Bildungseinrichtungen in Peking formierten sich daraufhin Gruppen aus Gymnasialschülern und Studenten. Plakate ähnlich dem von Nie Yuanzi erschienen an allen Schulen der Stadt. Eines dieser Plakate wurde mit „Rote Garde“ unterzeichnet. Der Name wurde später überall populär, obwohl sich in der Anfangsphase der Kulturrevolution Rebellengruppen mit allen möglichen Namen bildeten. Diese Gruppen waren keineswegs homogen. Die Gründe, warum sich Schüler den Gruppen anschlossen, reichten vom Glauben an die von Mao propagierten revolutionären Ideale über akademische oder soziale Interessen bis hin zur einfachen „Lust zur Rebellion“ gegen ungeliebte Lehrer. Etwa 6000 Studenten und Lehrer, die im Jahr davor aufs Land zwangsverschickt worden waren, strömten an die Pekinger Universität zurück und beschrieben ihre deprimierende Situation. Die Universität verwandelte sich in einen Politjahrmarkt mit Dutzenden verschiedenen Gruppen.
Die Parteiführung um Liu Shaoqi versuchte, den Aufruhr in geordnete Bahnen zu lenken und vor allem vor der Öffentlichkeit zu verbergen, und entsandte ab dem 5. Juni Parteigruppen zu den Roten Garden, um mit ihnen zu arbeiten. Das vorrangige Ziel war es, den Parteiapparat und dessen privilegierte Mitglieder, die Mao angreifen wollte, vor den Roten Garden zu schützen. Auch sollten die Rebellengruppen voneinander isoliert werden, was jedoch nicht gelang. Die Arbeitsgruppen der Partei waren bei den Rebellen sehr unbeliebt und wurden aus einigen Pekinger Universitäten nur wenige Tage später schon wieder vertrieben. Trotzdem wurden die Energien auf Intellektuelle und Kommilitonen mit negativem Klassenhintergrund gelenkt. Am 18. Juni wurden bei der ersten „Kampf- und Kritiksitzung“ etwa 60 höhere Universitätslehrer durch Schläge, Fußtritte und andere physische Gewalt gedemütigt und dann mit großen selbstanklagenden Plakaten durch die Straßen getrieben. Die Aktion wurde bald von den Partei-Arbeitsgruppen beendet und sowohl von der Mao-Fraktion als auch von der Liu-Fraktion innerhalb der Partei verurteilt. Im ganzen Land begann eine Hatz auf die vermeintlichen Feinde der Entwicklung der arbeitenden Klasse. Angesichts der Rebellion an den Universitäten und Schulen wurden am 18. Juni die Aufnahmeprüfungen für die Universitäten ausgesetzt.
Jene Studenten, die offiziell aus „revolutionären“ Verhältnissen stammten, also in der existierenden Gesellschaft privilegiert waren, waren plötzlich an der Erhaltung des existierenden Systems interessiert und deshalb zu konservativen Kräften in der Kulturrevolution geworden. Demgegenüber wurden Studenten mit weniger Privilegien, weil sie z. B. einer früheren Landbesitzerfamilie entstammten, häufig sehr radikal, weil sie sich davon Vorteile für ihr späteres Vorankommen versprachen.

### Zeit der Roten Garden

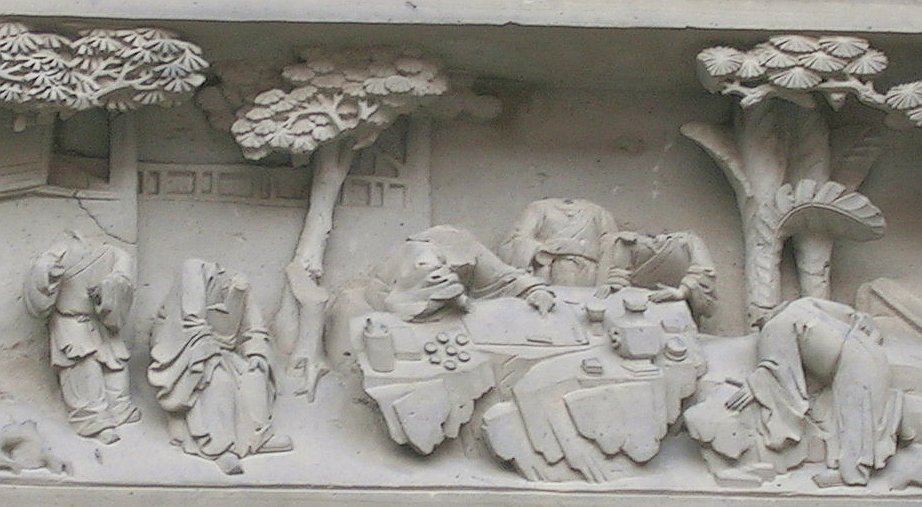
Beschädigter Fries, Suzhou

Die Ereignisse vor der Kulturrevolution, wie die Erziehung zum Klassenkampf, die Verherrlichung eines revolutionären Ideals, der Personenkult um Mao, die Atmosphäre an den Schulen und Hochschulen sowie der Glaube, an einer entscheidenden Aktion für die Weltgeschichte mitzuarbeiten, machten viele Schüler und Studenten empfänglich für die Aufrufe zur Revolution und zur Errichtung einer „neuen Welt“. So konnte am 29. Mai 1966 an der Qinghua-Universität die erste Gruppe der Roten Garden gebildet werden, die sich danach schnell ausbreiteten. In einem Brief an die Roten Garden des Gymnasiums der Qinghua-Universität schrieb Mao, dass es „gerechtfertigt ist, gegen die reaktionären Elemente zu rebellieren“, und dass er die Bewegung unterstütze. Der Brief wurde sofort publiziert. Rote Garden bildeten sich daraufhin im ganzen Land. Dies wird als Geburtsstunde der Roten Garden angesehen. Der „Eid der Roten Garden“ lautete:

„Wir, die Roten Garden, treten für die Verteidigung der roten Staatsführung ein. Die Partei und der Vorsitzende Mao sind unsere Beschützer. Die Befreiung der gesamten Menschheit ist unsere unabweisliche Pflicht. Die Mao-Zedong-Ideen sind unsere obersten Anweisungen. Wir schwören, dass wir fest entschlossen sind, für den Schutz der Partei und des großen Führers Mao Zedong unsere letzten Tropfen Blut zu vergießen.“

Das Motiv für die Bewegung der Roten Garden lag anfangs primär in der „Zerstörung der vier Relikte“ (sogenannte alte Gedanken, alte Kultur, alte Gebräuche und alte Gewohnheiten), doch weiteten sie ihre Aktionen schnell aus. Aufgrund der Anfeuerung durch Lin Biao und Maos Frau Jiang Qing gingen die Roten Garden im ganzen Land in die Öffentlichkeit, um Wandzeitungen anzukleben, Flugblätter zu verteilen und Reden zu halten. Das Militär half bei Transport, Unterbringung und Verpflegung, die Benutzung der Bahn war für die Roten Garden kostenlos, zu den Großereignissen gab es Sonderfahrten und der Staat gab den Roten Garden Zuschüsse für den Lebensunterhalt. Die von den Roten Garden als Klassenfeinde deklarierten Personen wurden bekämpft, verprügelt, verhöhnt und ihr Eigentum beschlagnahmt. Gegenstände, die die Roten Garden als feudalistisch, kapitalistisch oder revisionistisch betrachteten, wurden zerstört. Bis Ende September 1966 wurden in Peking über 30.000 Haushalte von den Roten Garden durchsucht und von Büchern, Bildern, unproletarischer Kleidung, von falschem Geschirr oder auch von Lippenstift „gesäubert“.
Solche Besuche konnten aber auch ganz anders ablaufen. Jung Chang berichtet in ihrem Buch „Wilde Schwäne“, wie ihre Gruppe der Roten Garden eine Frau aufsuchte, der eine Nachbarin angehängt hatte, sie habe ein Porträt des Antikommunisten und ehemaligen Militärdiktators Chiang Kai-sheks in der Wohnung. Über das „Verhör“ schreibt Jung Chang:

„Dann sah ich die beschuldigte Frau. Sie war um die vierzig und kniete nackt bis zur Taille. … Auf ihrem Rücken war das Fleisch aufgeplatzt, sie war mit Wunden und Blutflecken übersät. … Ich konnte den Anblick nicht ertragen und wandte mich schnell ab. Doch noch mehr erschrak ich, als ich sah, wer sie folterte – ein fünfzehnjähriger Junge aus meiner Schule, den ich bisher recht gut hatte leiden können. Er lümmelte in einem Sessel, in der rechten Hand hielt er einen Ledergürtel und spielte nachlässig mit der Messingschnalle. ‚Sag die Wahrheit, sonst schlage ich dich nochmal‘, drohte er in einem Tonfall, in dem er auch hätte sagen können: ‚Es ist recht gemütlich hier.‘“

Jung Changs Interpretation dieser Vorgänge ist, dass die Generation der Roten Garden nach dem Grundsatz erzogen wurde, Recht und Unrecht gemäß der Prinzipien des Klassenkampfes zu beurteilen und dem Klassenfeind gegenüber keine Gnade zu zeigen.
Die Aussage Maos „Mit Chaos auf Erden erreicht man Ordnung im Land“ veranlasste die Roten Garden, ihren Kampfeinsatz noch radikaler zu gestalten. Die Roten Garden duldeten keine abweichende Meinung. Dabei machten sie oft nicht einmal vor den eigenen Familien halt. Die ständig wiederholte Parole „Die Liebe zu Mutter und Vater gleicht nicht der Liebe zu Mao Zedong“ veranlasste zahllose Rotgardisten, ihre Eltern als „Konterrevolutionäre“ zu denunzieren – wie überhaupt die Kulturrevolution eine Blütezeit der Denunziation war.
Da jedoch nicht festgelegt war, wer zu bekämpfen und welche Meinung die falsche war, bildeten sich innerhalb der Roten Garden schnell Fraktionen, die sich gegenseitig verprügelten.

Am 18. August 1966 traf sich Mao Zedong zum ersten Mal mit Roten Garden auf dem Platz des Himmlischen Friedens.

Mao Zedong traf das erste Mal am 18. August 1966 auf dem Tian’anmen-Platz mit den Roten Garden zusammen. Seitdem empfing er bis Ende November insgesamt achtmal über elf Millionen Lehrkräfte, Studenten sowie Mittelschüler aus dem ganzen Land. Der Aufmarsch von Millionen Rotgardisten im Herbst 1966 täuschte jedoch darüber hinweg, dass die Rotgardistenbewegung sich aufspaltete und ihre aufrührerische Kraft zusehends verlor. Die Bewegung ging ursprünglich von den Pekinger Universitäten aus und die Studenten kamen, bedingt durch die schweren Eingangsprüfungen, bevorzugt aus der städtischen Mittelschicht und gehobenen Kaderfamilien. Die Studenten ließen sich von Mao kurzzeitig aufputschen, vergaßen aber nicht, dass sie eigentlich im existierenden System Karriere machen wollten, und als Studenten an der Pekinger Universität hatten sie dazu die besten Startbedingungen. Nach außen radikal, knüpften ihre Vertreter bald Kontakte zur Universitätsführung, angeblich um diese zu kontrollieren. Gegen Jahresende waren Ausgleich und Kompromiss zwischen den Vertretern der Studenten und den alten Autoritäten so weit gediehen, dass der Begriff „Rotgardist“ keinen revolutionären Inhalt mehr hatte. Anders sah es bei jenen aus, die nach ihrer Zwangsverschickung aufs Land zurück nach Peking gekommen waren. Für sie drohte nach der Beendigung des Aufruhrs eine erneute Abschiebung aufs Land. Ab dem Herbst 1966 wurde der Aufruhr von einer anderen Gruppe weitergetragen und ausgeweitet, es begann die Zeit der „Revolutionären Rebellen“.

### Widerstand der Partei
Mao hatte ab März 1966 mit Hilfe des Militärs eine Bastion seiner parteiinternen Gegner in Peking nach der anderen geschleift. Im August 1966 hatte er seinen direkten Widersacher Liu Shaoqi entmachtet und auf den Pekinger Straßen wüteten ungestört die Roten Garden und machten „Revisionisten“ das Leben schwer. Viele Kader wurden beschimpft, öffentlich gedemütigt oder gar geschlagen.
Doch trotz des scheinbaren Triumphs Maos gegen Kader, die „auf dem falschen Weg waren“, sah die Sache außerhalb Pekings anders aus. Die Regionen hatten seit der großen Dezentralisierung Ende der fünfziger Jahre einen beträchtlichen Zuwachs an Kompetenzen erhalten, die die Provinzgouverneure nun ausspielten. Schon auf dem 11. Plenum im August 1966 schwante Mao Ungemach, als er sagte: „Jetzt stimmen sie zu, aber was werden sie tun, wenn sie einmal zurückgekehrt sind?“
Sichuan mit seinen 100 Millionen Einwohnern entzog sich konsequent dem maoistischen Einfluss. Aktionen der Linkskräfte wurden sofort unterbunden und Verstärkungen, die Jiang Qing herbeischaffen wollte, an den Bahnhöfen abgefangen und verhaftet. Andere Provinzen folgten. In der Regel hatten die lokalen Parteioberen keinerlei Interesse an Aufruhr und „Kulturrevolution“. Aufrufe der Pekinger Zentrale wurden einfach nicht weitergegeben. Im September und Oktober 1966 schwärmten Rote Garden als Sendboten in die Provinzen, um vor allem den unteren Kadern die neue politische Linie des Aufstandes gegen „kapitalistenfreundliche Elemente“ nahezubringen.
Die Anstachelung der Roten Garden verfehlte jedoch meist ihr Ziel. Der Polizei- und Zwangsapparat stand hinter den Parteiautoritäten, die Militärkommandanten wollten von Aufruhr ebenso wenig wissen und die Roten Garden hatten in der fremden Umgebung nicht dieselbe Schlagkraft wie in ihren Herkunftsstädten. Zudem gab es über jeden Kader eine ausführliche Personalakte und bei den vielen politischen Schwenks hätte es bei jedem Äußerungen gegeben, mit denen man ihn als „kapitalistenfreundliches Element“ in einem öffentlichen Schauprozess hätte vorführen können. Mao konnte viel über diese „unabhängigen Reiche“ schimpfen, in den Provinzen kam er mit den Roten Garden und den unteren lokalen Kadern gegen die lokalen Führungen nicht an. Um die Roten Garden versammelten sich aber zunehmend „Verlierer“ der aktuellen liuistischen Ordnung. Es entstand ein neues Potential für Aufruhr. Die Zeit der Revolutionären Rebellen begann.

### Revolutionäre Rebellen
An die Stelle der Studenten, die bei allem Aufruhr eben doch nicht an einem Umsturz, sondern an ihrer Karriere bastelten, traten im Lauf des Jahres 1966 andere Gruppen, die auf der Verliererseite der Entwicklung der letzten Jahre standen.
Dies waren zum einen die „Arbeitsdienstleister“, meist junge Chinesen, die von den Städten aufs Land zwangsumgesiedelt worden waren. Der Hintergrund war das Problem, dass die von den Bauern zu versorgende Stadtbevölkerung seit Gründung der Volksrepublik schnell anwuchs, schneller als die Beschäftigungsmöglichkeiten. Ab Anfang der sechziger Jahre ging man dazu über, Arbeiter wie auch Schulabgänger, die keine Anstellung finden konnten, aufs Land zwangsumzusiedeln. Ein Sprichwort lautete: „Die Besten gehen ins Studium, die Guten in Fabrik oder Büro, der Rest ist Ausschuss und wird aufs Land abgeschoben.“ Für die Betroffenen war das eine schlimme Sache, denn auf dem Land lebten sie meist von der Umgebung isoliert, von den Bauern wurden sie oft als arrogante Städter wenig geachtet und die lokalen Kader befürchteten Konkurrenz. Zudem wurde ihnen oft vorgeworfen, weniger zu arbeiten als die gelernten Bauern, aber gleich viel zu essen. Ein anschauliches Beispiel gibt folgender Beschwerdebrief:

„Wir sind zu Sklavenarbeitern geworden. Die Umgebung besteht aus einer sumpfigen Einöde, die mit Sandbänken durchsetzt ist. Unsere Behausung sind die unwirtlichen Gebäude einer Staatsfarm, die sich Armeebasis nennt. Möglichkeiten sich fortzubilden bestehen nicht, selbst Zeitungen sind kaum vorhanden. Statt Bargeld gibt es nur Gutscheine, die gegen Lebensmittel eingetauscht werden können. Wer sich beschwert, wird mit Arbeitslager bedroht. Wir alle leisten härteste körperliche Arbeit, einen Ruhetag gibt es nur alle zehn Tage. Wer zum Arzt muss, hat viele Kilometer über Sand- und Sumpfgelände zu gehen. Wer ernsthaft krank werden sollte, hat kaum eine Überlebenschance.“

So stellte sich die Lebenswirklichkeit von Zwangsumgesiedelten dar, die wussten, wie festangestellte Arbeiter der Staatsbetriebe in der Stadt sozial abgesichert und hofiert wurden.
Eine weitere Gruppe der Revolutionären Rebellen waren die „Vertragsarbeiter“. Die festangestellten Arbeiter der staatlichen Betriebe hatten sowohl eine gute Bezahlung wie auch eine stabile soziale Absicherung („eiserne Reisschale“). Um die Betriebe finanziell zu entlasten, wurde nach dem Scheitern des „Großen Sprungs nach vorn“ beschlossen, dass die Betriebe die Anzahl der festangestellten Arbeiter um dreißig Prozent reduzieren und durch Vertragsarbeiter ersetzen sollten. Die Vertragsarbeiter hatten ein deutlich geringeres Gehalt, keine Sozialleistungen und konnten jederzeit entlassen werden. Wurde ein festangestellter Arbeiter krank, so bekam er eine Behandlung und zeitlich unbegrenzt sein Gehalt weitergezahlt. Wurde jedoch ein Vertragsarbeiter ernsthaft krank, so wurde er ohne Entschädigung einfach entlassen. Hatte er nicht den Status eines Stadtbewohners, wurde er wieder in sein Heimatdorf abgeschoben.
Zu den Verlierern gehörten auch junge Arbeiter. Viele von ihnen wurden nur als Vertragsarbeiter beschäftigt oder, wenn sie keine Arbeit fanden, gleich aufs Land geschickt. Eine Aufstiegschance hatten nur wenige.
Auf dem Land waren es die neuverarmten „armen Bauern“, die sich den kulturrevolutionären Organisationen anschlossen. Durch die Beschlüsse des Jahres 1962 entstand auf dem Land eine neue Schicht reicher Bauern, Händler und Funktionäre, die sich gegenseitig teils legal, teils illegal unterstützten, während andere Bauern zu Tagelöhnern absanken. Mao sprach von einer Korrumpierung der Kader durch eine neue Bourgeoisie auf dem Land.
Letztlich gab es noch die Gruppe der demobilisierten Soldaten. Sie waren meist politisch geschult, aber nicht fachlich auf einen bürgerlichen Beruf vorbereitet und fanden sehr schwer eine Arbeitsstelle.
Anders als die Roten Garden, die, eine Karriere vor Augen, keine prinzipielle Änderung wollten und selbst viel zu verlieren hatten, hatten die obigen Gruppen eine andere Sichtweise. Sie interpretierten die Mao’sche Parole, dass Destruktion vor Konstruktion kommen müsse, und auch die Parole „Rebellion ist vernünftig“ entsprechend ihrer Lebenswirklichkeit, aber nicht mehr nach den Vorstellungen Maos, der den Massen lediglich die sozial abgelösten Führungsorgane wieder näherbringen wollte. Die Revolutionären Rebellen sahen sich ungerecht behandelt, forderten eine allgemeine „Gleichheit“ und verwiesen dabei auf Maos Vorstellung basisdemokratischer Kommunen. Maos Losung „Rebellion ist vernünftig!“ bezog sich jedoch nicht auf den wirtschaftlichen Bereich. Anfang August 1966, auf dem 11. Plenum des ZK, unterstützte Mao zwar die Umtriebe der Roten Garden. „Ihr seid zu ungeduldig! Ihr behauptet, die Lage sei außer Kontrolle. Aber die Massen sind schon auf dem richtigen Weg. Lasst die Leute nur ein paar Monate kritisieren, dann können wir Bilanz ziehen.“ Als jedoch im September 1966 Shanghaier Arbeiterrebellen die Produktion lahmlegten, schickte Chen Boda als Vorsitzender der KRG (Kulturrevolutionären Gruppe des Politbüros) ein Telegramm, in dem er klarstellte: „Als Arbeiter ist es eure Hauptaufgabe zu arbeiten. […] Deshalb müsst ihr an euren Arbeitsplatz zurückkehren.“ Im November wurde in der Pekinger Volkszeitung klargestellt: „Es ist zwar möglich, Schulen zu schließen, um die Kulturrevolution durchzuführen, aber Fabriken, Kommunen und Büros dürfen ihre Tätigkeit auf keinen Fall einstellen […] Die Disziplin der Arbeit muss streng eingehalten werden.“ Im Jahr 1966 hielten sich die Arbeiterrebellen noch an die Ermahnungen, im Januar 1967 kam es zur Konfrontation.

### Januarsturm und Februarbewegung

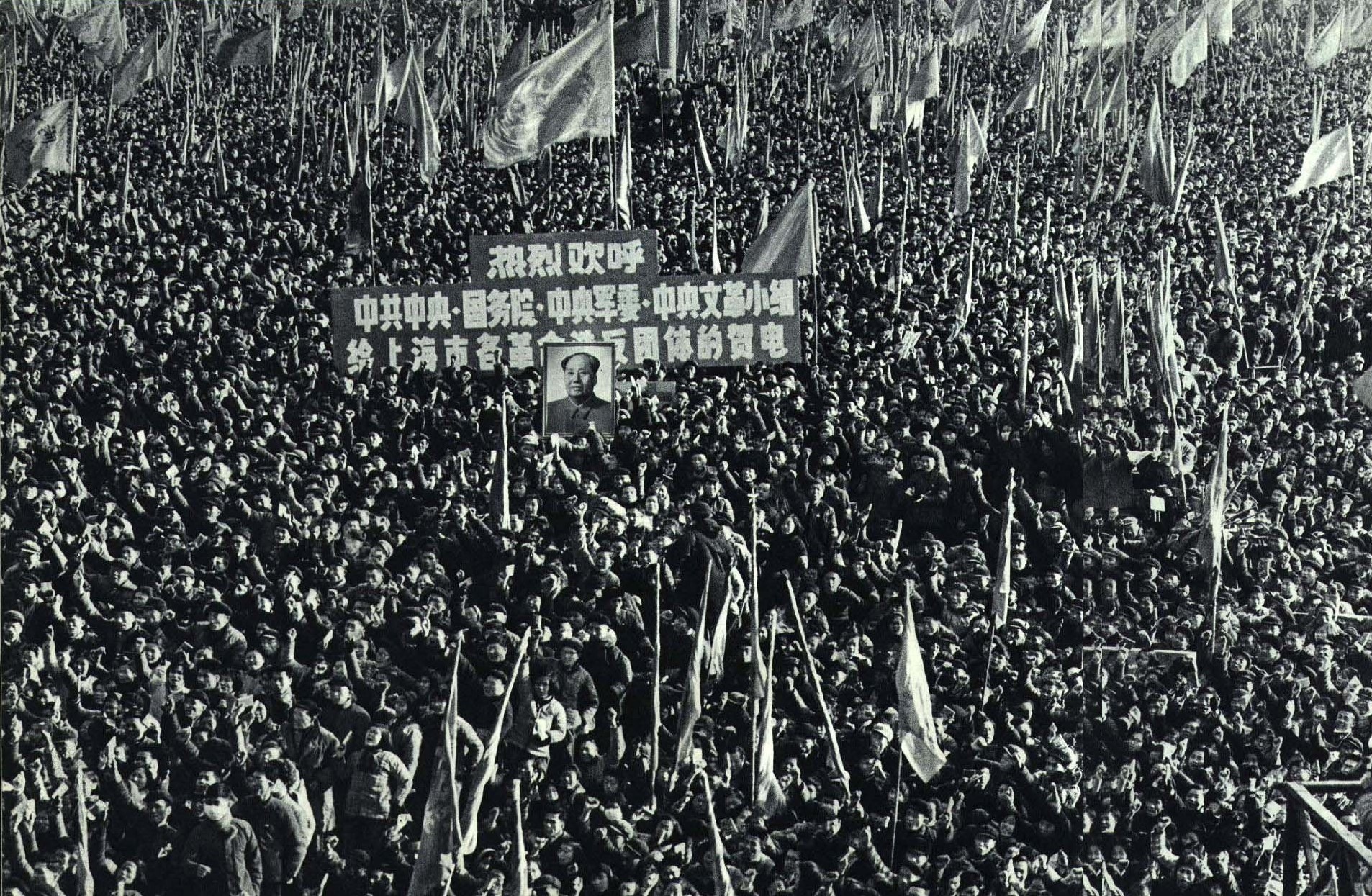
Aufständische Gruppen der Roten Garden marschieren in Shanghai, 1967

Am 6. Januar 1967 stürmten Arbeiterrebellen in Shanghai die Schlüsselstellungen der Stadt. Nach zweitägigen Kämpfen konnten sie den Sieg über die bisherige Parteielite und die Bildung einer Kommune Shanghai bekannt geben. Das Vorgehen wurde von Mao als „Revolutionärer Sturm“ ausdrücklich gelobt und so entfalteten sich ähnliche Machtergreifungsaktionen von organisierten Arbeiterrebellen schnell im ganzen Land.
Dieses Vorgehen erzeugte Widerstand bei der materiell gut gestellten festangestellten Arbeiterschaft. Unterstützt von der Parteielite traten sie mit eigenen Kampftruppen, den sogenannten Scharlachgarden, den Revolutionären Rebellen entgegen.
Die Folge dieser Kämpfe war eine massive Störung der Wirtschaft. In vielen Betrieben wurde nicht mehr gearbeitet. Auf dem Land, wo linke Gruppen Leiter der Kommunen und Brigaden abgesetzt hatten, war die lebenswichtige Frühjahrspflanzung bedroht. Dann griff die Armee ein. Am 23. Januar wurde die Volksbefreiungsarmee (VBA) ermächtigt, zum „Schutz der Linken“ einzugreifen. Fast alle Militärkommandeure kämpften jedoch die linken Rebellen nieder und bildeten mit den Schutztruppen der Arbeiter und den alten Kadern „Militärische Verwaltungskomitees“.

### Ende der Rebellenbewegung
Die Gruppe um Jiang Qing hätte einen Einsatz des Militärs gegen das Chaos unterstützt; der völligen Ausschaltung der „Revolutionären Rebellen“ setzte sie jedoch Widerstand entgegen. Immerhin hatte sie eine starke Stellung in der Allgemeinen Politischen Abteilung der Armee sowie in der Militärischen Abteilung des ZK und Mao hatte den Aufruhr in Shanghai öffentlich gutgeheißen.
Am 6. April erließ die Militärische Abteilung des Zentralkomitees eine Verordnung, die allen Kommandanten verbot, Rebellenorganisationen aufzulösen. Inhaftierte Rebellen wurden wieder freigelassen. In der Folge gingen die Kämpfe weiter. In Kanton gab es im Juli und August wochenlange Gefechte. Am 20. August griff der lokale Militärkommandant Huang Yongsheng eigenmächtig mit seiner Armee ein. Die Linken Rebellen wurden entwaffnet. Andere Militärkommandanten in anderen Provinzen machten es ihm nach. Auf einer Sitzung mit den lokalen Militärkommandanten im September 1967 lenkten Mao und Lin Biao ein. Die Gefahr schwerer wirtschaftlicher Schäden war zu groß, die Katastrophe des „Großen Sprungs“ steckte noch in den Knochen. Ein gemeinsames Vorgehen von Partei und Armee gegen die Linken Rebellen wurde beschlossen. Mao war von den Roten Garden und den Rebellen enttäuscht. Er sagte: „Die Roten Garden spalten sich zudem unausgesetzt, im Sommer (1966) waren sie revolutionär, im Winter (1967) sind sie konterrevolutionär geworden […]. Jetzt breitet sich der Anarchismus aus, alles wird in Zweifel gezogen, alles umgestürzt, das Ergebnis ist, dass es auf sie selbst zurückfällt, so geht das nicht.“

### Bildung von Revolutionskomitees
Während in Shanghai Rebellenorganisationen die Stadtverwaltung an sich rissen, lief in der Provinz Shanxi eine entgegengesetzte Entwicklung ab. Am 12. Januar 1967 wurde unter der Führung des Armeekommandeurs zusammen mit Vertretern der Organisationen der Arbeiteraristokratie und alter Führungskader unter Ausschluss der „Revolutionären Rebellen“ ein sogenanntes Revolutionskomitee gebildet. Etliche Provinzen folgten. Nach der Übereinkunft zwischen den Armeekommandanten, Mao und Lin Biao im September 1967 wurde die Form der Revolutionskomitees in allen Provinzen angestrebt. Es dauerte aber noch zwölf Monate, bis in allen Provinzen Revolutionskomitees installiert waren, die letzten am 5. September 1968 in Tibet und Xinjiang. Die radikalrevolutionäre Phase war damit vorbei. Die Revolutionären Rebellen versuchten noch zu stören, sie hatten aber keine Zukunft mehr. Partei, Armee und auch die große Mehrzahl der Bevölkerung, die nur Stabilität, Ruhe und etwas Wohlstand wollte, waren gegen sie.

### Ende der Roten Garden

„Mango-Kult“ (1968), als Manifestation des Personenkults von Mao Zedong.

Von Januar 1967 bis September 1968 übernahmen in den Provinzen nach lokalen Machtkämpfen sogenannte Revolutionskomitees die jeweils lokale Macht. Die Roten Garden wurden nicht mehr gebraucht. Ab Oktober 1967 begannen die Schulen wieder Unterricht abzuhalten. Die Schulen wurden von Arbeitern geleitet – ihr Unterricht bestand darin, dass die Schüler die Werke Maos zu studieren und alte Lehrbücher zu kritisieren hatten. Ein richtiger Unterricht kam noch nicht in Gang.
Am 28. Juli 1968 empfingen Mao Zedong, Lin Biao und Zhou Enlai Führer der Roten Garden der Stadt Peking. Mao stellte klar:

„Ich habe euch hergebeten, um die Gewalt an den Hochschulen zu beenden. […] In einigen wenigen höheren Bildungsinstituten gibt es noch immer gewalttätige Auseinandersetzungen. Falls einige wenige sich nicht von der Gewalt abbringen lassen, sind sie Banditen, dann sind sie die Kuomintang. Diese Gestalten müssen umzingelt werden. Wenn sie weiterhin hartnäckig Widerstand leisten, müssen sie vernichtet werden.“

Die Führer der Roten Garden mussten erkennen, dass ihre Mission zu Ende war. Ende 1968 rief Mao Zedong die intellektuelle Jugend dazu auf, „in die weite Welt hinauszugehen“. Zehn Millionen Mittelschüler wurden aufs Land geschickt, um „von den Bauern zu lernen“. Sie verließen nun die Städte, in denen sie als Rote Garden Geschichte gemacht hatten.

## Lin-Biao-Phase

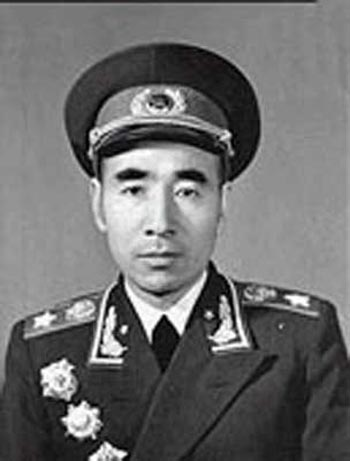
Lin Biao im Jahre 1955

### Neunter Parteitag
Zu Beginn des Jahres 1969 war die Lage so weit stabilisiert, dass im April 1969 der 9. Parteitag abgehalten werden konnte. Er hatte die Aufgabe, eine Phase des Neuaufbaus einzuleiten. 1512 Delegierte trafen sich, die aus den verschiedenen Revolutionskomitees hervorgegangen waren. Der Parteitag beschloss, die 1956 gestrichene Klausel vom Primat der Ideen Mao Zedongs wieder einzuführen. Lin Biao wurde als „der engste Waffengefährte des Vorsitzenden“ ausgezeichnet und als Nachfolger Maos eingeführt. Besondere Bedeutung wurde dem Wiederaufbau der Parteiorganisationen zugeordnet. Die Provinzkomitees der Partei sollten neu installiert und die große Masse der verunglimpften Kader rehabilitiert und neu eingesetzt werden. Auch Lin Biao verwies auf die besondere Bedeutung der Aufgabe, die Wunden des drei Jahre dauernden Bürgerkriegs zu heilen und zu neuer Geschlossenheit zurückzufinden.

### Eintrübung der Beziehung Lin Biaos zu Mao
Mit dem Einsatz der VBA zum Aufbau der Revolutionskomitees weitete sich der Einfluss der Armee in ganz China rasch aus und auch deren Leiter, Verteidigungsminister Lin Biao, gewann politisch an Gewicht. Ein Großteil der Führer in den 29 Provinzen und autonomen Regionen waren nun Armeeangehörige. In dieser Situation brauchte Mao Lin zur Stabilisierung des Staates. Lin besetzte immer mehr Posten in der Armee mit seinen Vertrauensleuten.
Auf dem 9. Parteitag der KPCh im April 1969 wurde Lin Biao als alleiniger stellvertretender Vorsitzender – bis 1966 hatte es fünf gegeben – anstelle von Liu Shaoqi zur Nummer zwei in der Partei und zum Nachfolger Maos im Parteistatut ernannt. Lin Biao erhob nun auch den Anspruch auf das Amt des Staatspräsidenten, das der gestürzte Liu bisher innegehabt hatte. Mao verweigerte dies und plädierte dafür, das Amt zunächst einmal unbesetzt zu lassen. Lin Biao beharrte auf seinem Anspruch und machte das Thema öffentlich bekannt. Anfang 1970 erschien nach der Mao-Bibel ein weiteres kleines rotes Buch von Lin, die „Wichtigen Dokumente der Großen Proletarischen Kulturrevolution“, in dem er seine eigenen Aussagen zum Kult erhob. Während Lin seine Position als Nachfolger Maos zementieren wollte, ging Mao zu Lin auf Distanz und misstraute ihm zunehmend. Ohnehin war Lin mit seinem militärischen Anhang für Mao entbehrlich geworden, als nach dem chaotischen Beginn der Kulturrevolution Ruhe und Ordnung wiederhergestellt waren. Die Situation spitzte sich zu. Mao griff Lin Biao noch nicht persönlich an, dafür aber Chen Boda, das „Sprachrohr“ Lins, und forderte dessen Entlassung.

### Wiederaufbau der Parteikomitees
Seit dem 9. Parteitag wurden in der Pekinger Volkszeitung und in der Roten Fahne Artikel veröffentlicht, die auf das Primat der Partei gegenüber dem Militär hinwiesen und den Soldaten eine entsprechende Verhaltensweise empfahlen. Dies ging 1970 zu einer Reformkampagne über, in der die politische Führungsrolle der Partei unterstrichen wurde. Lin Biao als Verteidigungsminister und Vorsitzender der Militärischen Abteilung des ZK sabotierte jedoch diesen Wiederaufbau der Parteiorgane. Es fiel leicht, die Offiziere, die sich an ihre zivile Macht gewöhnt hatten, gegen die Rezivilisierung des Landes aufzubringen. Die Arroganz und Selbstgefälligkeit der Offiziere, über die sich viele Kader in den Revolutionskomitees beklagten, blieb bestehen.
Auf der zivilen Seite hatte Lin in Chen Boda einen willigen Helfer. Chen wurde nach dem 11. Plenum am 28. April 1969 mit der Reorganisation der lokalen Parteiapparate beauftragt, blockierte den Aufbau aber eher, als dass er ihn vorantrieb. Zwischen April 1969 und November 1970 konnte nicht ein einziges Provinzkomitee eingerichtet werden. Mao vermutete Lin als Hauptverantwortlichen für die Blockade.
Lins Widerstand gegen die neuen Parteikomitees hatte zwei Gründe. Zuerst musste ein Aufbau der Parteiorganisationen den Einfluss der Militärs beschränken, es gab aber auch ideologische Gründe. Lin hatte sich stets mit der Massenlinie Maos und dem antibürokratischen Kampf identifiziert. Bei der Bildung der neuen Parteikomitees dominierten nun die Militärs und die alten Parteikader. Die Vertreter der linken Massenorganisationen schafften den Übergang in die Parteikomitees nicht. Für Lin war Maos Verhalten ein Verrat an der Kulturrevolution. Mao konnte Lin nicht direkt angreifen, jedoch seinen Helfer Chen Boda. Nach Chen Bodas Sturz konnten bis August 1971 alle 26 Provinz- und drei Stadtkomitees eingerichtet werden.
Nach der Bildung der Parteikomitees zeigte sich, dass die lokalen Militärs, die alten Kader und die Zentralregierung unter Zhou Enlai gut miteinander auskamen. Lin Biao, dem die ganze Richtung mit der Ausbootung der lokalen Linkskräfte und der Rehabilitierung der alten Kader nicht passte, geriet ins Abseits.

### Attentatsversuch auf Mao
Mao entzog Lin zunehmend das Vertrauen und baute auf die spätere „Viererbande“ um seine Ehefrau Jiang Qing sowie auf den Ministerpräsidenten Zhou. Lin, für den eine normale Machtübernahme damit immer mehr unmöglich wurde, wollte nicht zurückstecken, sondern versuchte am 12. September 1971 ein Attentat auf Mao durchzuführen. Mao sollte während einer Reise nach Shanghai ermordet werden. Die Pläne wurden jedoch bekannt. Als Maos Zug in Hangzhou und Shanghai eintraf, empfing Mao die regionalen Führungskader nur in seinem Zugabteil. Er sagte zu den Provinzführern:

„Jemand möchte unbedingt Staatspräsident werden, die Partei spalten und die Macht erringen … Ich glaube nicht, dass unsere Armee rebellieren wird. Es wird Huang Yongsheng [einem Gefolgsmann Lin Biaos] nicht gelingen, die Truppen zur Rebellion anzustacheln.“

Kurz darauf fuhr Mao wieder zurück nach Peking, ohne dass der Zug einen Zwischenhalt einlegte. Am Nachmittag des 12. September 1971 traf der Zug im Bahnhof des Pekinger Vorortes Fengtai ein. Dort bestellte Mao die Leiter der Pekinger Stadtregierung und der Pekinger Armeeeinheit Wu De und Wu Zhong zu sich und führte ein langes Gespräch mit ihnen über das weitere Vorgehen. Am Abend traf der Zug wieder am Pekinger Bahnhof ein.
Lin erkannte, dass das Attentat fehlgeschlagen war und flüchtete am 13. September um 1:50 Uhr mit einem Flugzeug. Es stürzte wegen Treibstoffmangels in der Nähe der Stadt Öndörchaan in der Mongolischen Volksrepublik ab. Von der chinesischen Regierung wurde der Tod Lins erst nach vier Monaten bekanntgegeben. Viele Anhänger Lin Biaos in den Streitkräften wurden entlassen und zu Beginn der Kulturrevolution entfernte Generäle nahmen ihre Stellungen wieder ein.

## Zhou-Enlai-Phase

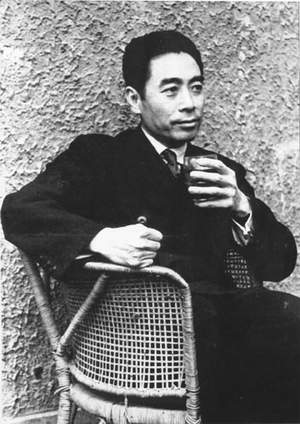
Der junge Zhou Enlai, 1946

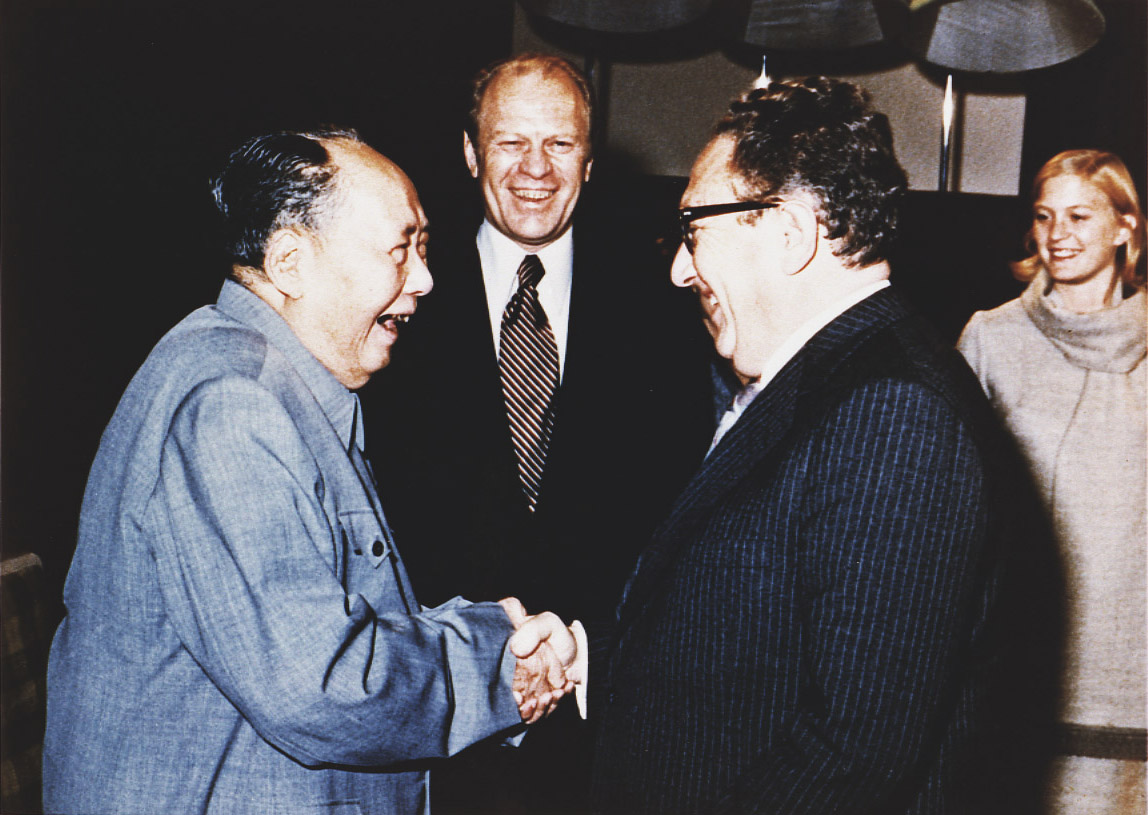
Der alte Mao mit Henry Kissinger und Gerald Ford, 1975

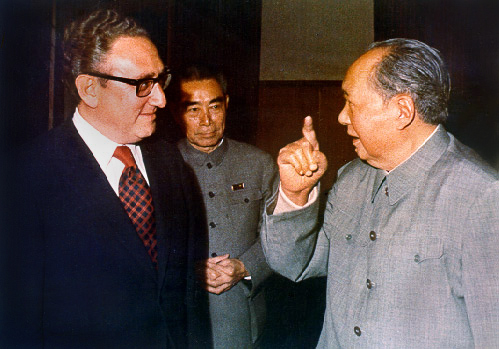
Mao mit Henry Kissinger, im Hintergrund Zhou, Frühe 1970er Jahre

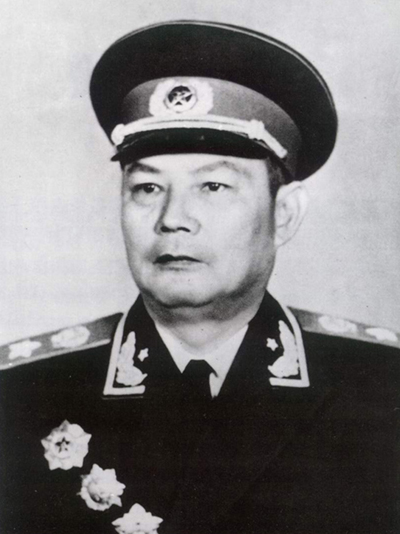
Ye Jianying

### Zeit nach Lin Biaos Sturz
In der Zeit von September 1971 bis zu Maos Tod im September 1976 gab es zwei Strömungen. Auf wirtschaftlicher und außenpolitischer Ebene hatte der langjährige Ministerpräsident Zhou Enlai, der nach Lins Tod nun auch Vizevorsitzender und damit Maos designierter Nachfolger wurde, das Ruder fest in der Hand, die ideologische und kulturelle Ebene sowie die Medien wurden von der späteren Viererbande um Jiang Qing dominiert. Wang Hongwen von der Gruppe der Vier wurde 1973 stellvertretender Parteivorsitzender und hinter Mao und Zhou die Nummer drei in der Parteihierarchie.
In den Jahren 1972 und 1973 kamen allmählich wieder die Pragmatiker in ihre Ämter zurück. Wissenschaftler und Gelehrte wurden rehabilitiert, die alten Kader nahmen wieder ihre früheren Posten ein. Deng Xiaoping wurde wieder ins Amt des Vize-Ministerpräsidenten eingesetzt. Da Zhou Enlai im Krankenhaus lag, übernahm Deng die Tagesgeschäfte der Regierung; ab 1975 vertrat Deng Zhou Enlai auch im Staatsrat.
Deng leitete eine umfassende Neuorganisation der Wirtschaft ein, berief zahlreiche alte Kader zurück auf ihre Posten und erreichte erkennbare wirtschaftliche Erfolge. Der inzwischen schwerkranke Mao betrachtete die Entwicklung jedoch mit Sorge. Mao befürwortete zwar die Leitung des Staatsrates durch Deng, jedoch in der Erwartung, dass Deng im Rahmen der Kulturrevolution die Wirtschaft ankurbele. Aus Dengs Sicht war jedoch eine Entwicklung der Volkswirtschaft unmöglich, solange die Fehler der Kulturrevolution nicht korrigiert wurden.
Während Zhou und Deng die wirtschaftliche Lage des Landes voranbrachten, versuchte die „linke Fraktion“ unter Jiang Qing die Position Zhous und Dengs zu schwächen. Andererseits wies Zhou oft darauf hin, dass die ideologischen Strömungen der extremen Linken ins Leere führen und ins Extreme verfallen würden. Die Ausrichtung von politischen Bewegungen dürfe nicht im Widerspruch zur wirtschaftlichen Produktion stehen.
Im Gegensatz dazu startete die Linke unter Jiang Qing mit Unterstützung Maos die Kampagne zur „Kritik an Lin Biao und Konfuzius“, die sich gegen Zhou als „modernen Konfuzius“ richtete. Für die Vierergruppe ging es letztlich darum, Zhou auszuschalten, um im erwarteten Nachfolgekampf nach Mao die Führung zu übernehmen. Mao hingegen glaubte nicht an die Fähigkeit der Gruppe, das Land zu regieren, und hielt stets an Zhou als Mann für die Wirtschaft fest. Im Jahr 1974 wurde eine unheilbare, tödliche Erkrankung bei Mao festgestellt.
Im November 1975 berief das Politbüro auf Anweisung Maos eine Konferenz ein, auf der festgestellt wurde, dass einige Personen die Kulturrevolution immer noch ablehnten. Man rief dazu auf, dass das ganze Land und die gesamte Partei „einen Angriff gegen die Revision der Rechtsabweichler“ starten müsse. Am 25. Februar 1976 übermittelte das Zentralkomitee die „wichtigen Anweisungen des Vorsitzenden Maos“, die eine scharfe Kritik an Deng Xiaoping beinhalteten. Mao schrieb:

„Deng Xiaoping ist jemand, der den Klassenkampf nicht aufgreift und von jeher das Programm des Klassenkampfes abgelehnt hat. […] Doch wofür steht die Kulturrevolution? Sie steht nun mal für Klassenkampf. Wieso verstehen einige die Widersprüche in der sozialistischen Gesellschaft nicht? Der Grund liegt darin, dass diese Personen selber kleine Kapitalisten mit einer rechtsgerichteten Gesinnung sind. Sie repräsentieren die Kapitalistenklasse, daher ist es nur logisch, dass sie den Klassenkampf nicht verstehen.“

Viele von Maos alten Kampfgefährten konnten Maos erneute Angriffe gegen Deng als Rechtsabweichler nicht mehr verstehen. Über sie ließ Mao das Zentralkomitee feststellen:

„Einige Genossen, besonders die alten, sind in der Phase der kapitalistischen Demokratie stehengeblieben. Sie verstehen den Sozialismus nicht und stehen im krassen Widerspruch dazu […] Sie führen die sozialistische Revolution aus, wissen jedoch nicht, wo sich der Kapitalismus befindet. Ich sage euch, er ist mitten in der Partei, in Gestalt der gegenwärtigen kapitalistischen Machthaber […], immer noch.“

Mao versuchte von Neuem, das Volk zu mobilisieren und rief die „Bewegung zur Kritik Deng Xiaopings sowie zum Angriff auf die Revision der Rechtsabweichler“ aus. Die Unterstützung vonseiten der Bevölkerung war mäßig, aber die wirtschaftliche Konsolidierung wurde beeinträchtigt.
Am 8. Januar 1976 starb der chinesische Ministerpräsident Zhou Enlai. Die große Anteilnahme der Bevölkerung Pekings war auch eine Kritik an den Gegnern Zhous und Dengs, also eine Kritik an den Trägern der Kulturrevolution. Jiang Qing und ihre Anhänger wiesen deshalb die Medien an, über die Trauerfeierlichkeiten um Zhou Enlai nicht zu berichten. Am 30. März 1976 wurde auf dem Tian’anmen-Platz in Peking eine Trauerrede zu Ehren Zhou Enlais angebracht, die direkte Angriffe auf die Viererbande enthielt. Es entwickelten sich auf dem Platz Kundgebungen – bis zum 4. April hatten bereits zwei Millionen Menschen an den Veranstaltungen auf dem Platz teilgenommen. Die Demonstrationen auf dem Tian’anmen-Platz waren die ersten Massendemonstrationen gegen die Parteiführung seit Gründung der Volksrepublik.
Am 5. April wurde der Platz vom Militär geräumt, für den „parteifeindlichen Aufruhr“ wurde Deng verantwortlich gemacht. Am 7. April wurde Deng aller politischen Posten enthoben. Zum Ministerpräsidenten und zum ersten Vizevorsitzenden des Zentralkomitees wurde der weithin unbekannte Hua Guofeng als neuer und finaler designierter Nachfolger Maos ernannt. Am 9. September 1976 verstarb Mao Zedong.

## Ende und Nachwirkungen

### Verhaftung der Viererbande

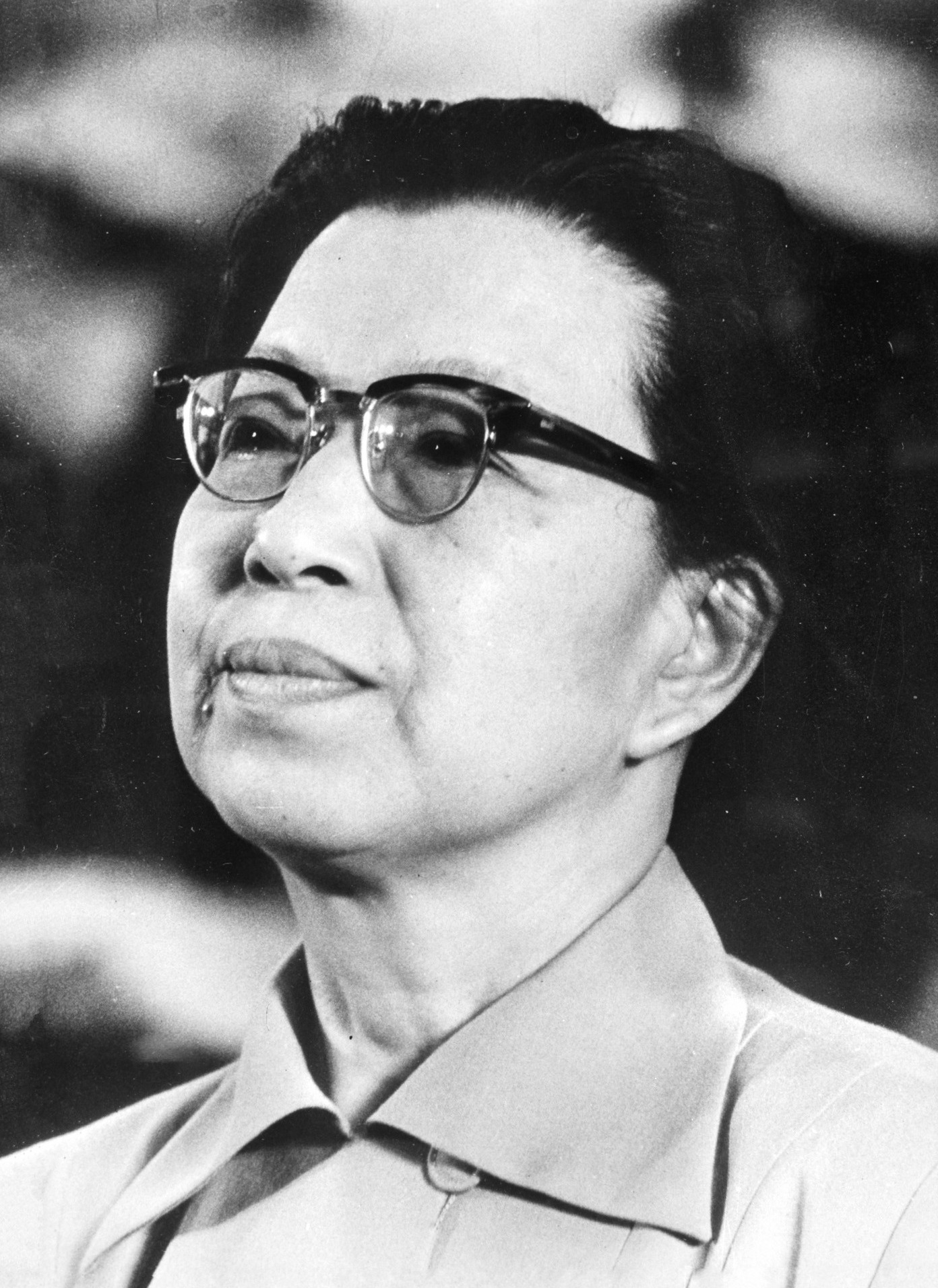
Jiang Qing, damals Ehefrau von Mao Zedong und Mitglied der „Viererbande“.

Nach Maos Tod bewaffnete die Gruppe der Vier ihre Anhänger. Allein in den Provinzen Shanghai und Anhui wurden 50.000 Gewehre beschafft und es wurde geplant, den Parteilinken ergebene Regimenter zusammenzuziehen. Eine Anweisung des Neffen Maos, Mao Yuanxin, eine Panzerdivision nach Peking zu verlegen, wurde von Marschall Ye Jianying, der seinerseits einen Putsch plante, annulliert. Wang Hongwen, bisher hinter Mao die offizielle Nummer zwei im Staat, behauptete, dass in Shanghai 400.000 bewaffnete Milizsoldaten bereitstünden, um in den Krieg zu ziehen. Er sei bereit, das Kommando zu leiten und die Führung des Landes zu übernehmen.
Am 29. September 1976 stellte Jiang Qing bei einer Konferenz des Politbüros offiziell die Nachfolgefrage. Wang Hongwen und Zhang Chunqiao schlugen vor, dass Jiang Qing bis auf Weiteres die Führungsaufgaben übernehmen sollte. Eine Entscheidung wurde jedoch aufgeschoben. Damit war auch innerhalb des Politbüros der Kampf um die Nachfolge Maos eröffnet. Anschließend erschien in allen großen Zeitungen des Landes ein Artikel der Parteilinken mit dem Titel „Ewig nach den festgelegten Richtlinien des Vorsitzenden Mao handeln“. Die Parteilinke versuchte mittels der von ihr beherrschten Massenmedien, Jiang Qings Anspruch auf die Parteiführung durchzusetzen.
Auf der anderen Seite hatten die Gegner der Vierergruppe seit Monaten ihrerseits Vorbereitungen getroffen. Seit den Neubesetzungen nach dem Sturz Lin Biaos waren die Streitkräfte bei allen Schwenks Maos in der Regierungsbildung ein Bollwerk für Stabilität und sehr reserviert gegenüber den „Flausen“ der Parteilinken. Marschall Ye Jianying, der Verteidigungsminister, hatte, basierend auf führenden Militärs, ein Netzwerk für einen Putsch gegen die Vierergruppe aufgebaut. Es umfasste unter anderem drei Vize-Vorsitzende der Zentralen Militärkommission, den Verteidigungsminister und dessen Stellvertreter, den Generalstabschef und vier führende Generäle aus Marine und Luftwaffe. Auch aus Partei und Regierung gehörten wichtige Personen zum Netzwerk. Nach Maos Tod wurde auch Hua Guofeng eingeweiht, der sich der Gruppe anschloss.
Am 6. Oktober wurde die Vierergruppe samt weiteren wichtigen Anhängern verhaftet. Das Militär besetzte wichtige politische Schaltstellen wie die amtliche Nachrichtenagentur und die Rundfunkstationen. Die Parteilinken verloren damit die Kontrolle über die Massenmedien. Der von den Parteilinken erhoffte Aufstand zur Unterstützung der Vier fand nicht statt. 

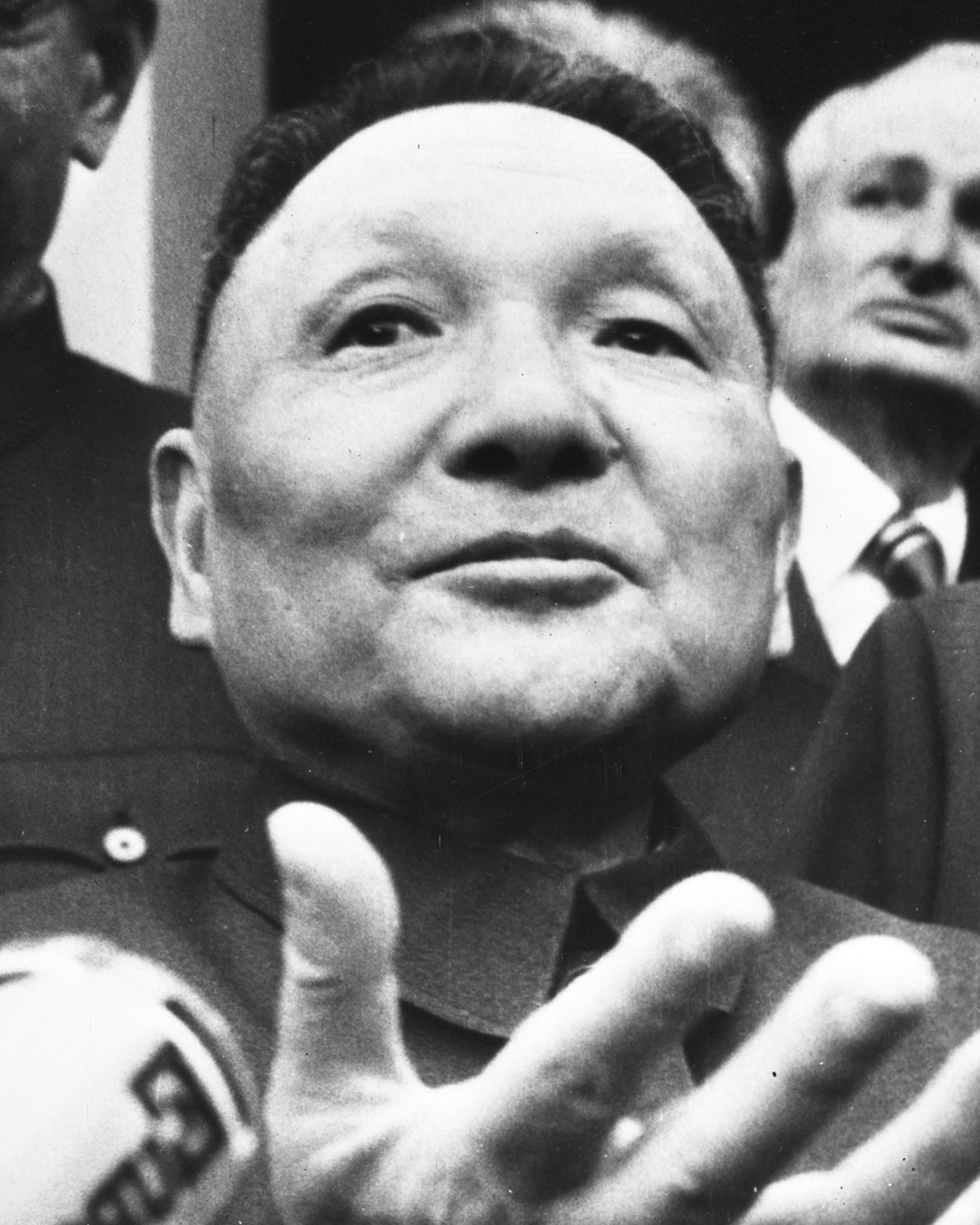
Deng Xiaoping

Am folgenden Tag wurde Hua zu Maos Nachfolger als Parteivorsitzender und Vorsitzender der Zentralen Militärkommission gewählt. Auf dem 3. Plenum des 10. Zentralkomitees der KPCh im Jahr 1977 wurden Wang Hongwen, Zhang Chunqiao, Jiang Qing und Yao Wenyuan aus der Partei ausgeschlossen, während Deng Xiaoping, der Favorit der Putschisten des Oktobers 1976, wieder in alle Positionen eingesetzt wurde. Die Kulturrevolution war damit zu Ende.

### Die Kulturrevolution ungültig machen
Nach der Kulturrevolution trat Hua Guofeng die Nachfolge von Mao Zedong an und setzte Maos Politik weitgehend fort. Hua schlug die „Zwei was auch immer (两个凡是)“ vor: Wir werden alle politischen Entscheidungen, die der Vorsitzende Mao getroffen hat, entschlossen einhalten und die Anweisungen des Vorsitzenden Mao unerschütterlich befolgen. Andererseits schlug Deng Xiaoping 1977 erstmals die Idee von „Boluan Fanzheng“ vor, um die Fehler der Kulturrevolution zu korrigieren. Im Dezember 1978 wurde Deng Xiaoping mit Unterstützung seiner Verbündeten der neue oberste Führer Chinas und startete die „Reform und Öffnung“.
Im Juni 1981 verabschiedete die Kommunistische Partei Chinas einstimmig eine von Deng und anderen ausgearbeitete Resolution (关于建国以来党的若干历史问题的决议), in der die Kulturrevolution umfassend für ungültig erklärt wurde. Laut der Resolution handelte es sich um „ein innerstaatliches Chaos, das fälschlicherweise vom Führer (Mao Zedong) ins Leben gerufen und von den konterrevolutionären Banden (Lin Biao und der  Viererbande) ausgenutzt wurde.“ Darüber hinaus hieß es dort, dass die Kulturrevolution „für den schwersten Rückschlag und die schwersten Verluste verantwortlich war, die die Partei, das Land und die Menschen seit der Gründung der Volksrepublik China erlitten haben.“

## Folgen

### Zahl der Todesopfer

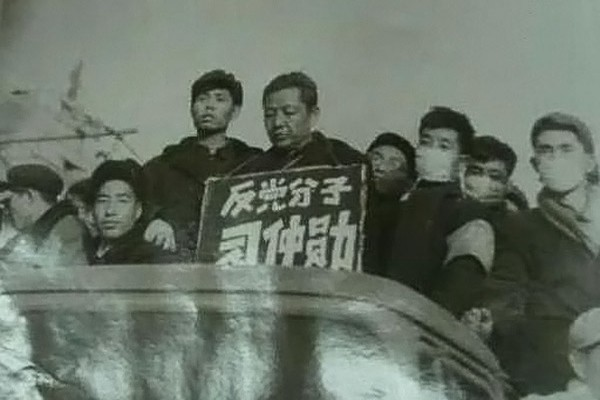
Eine Kampfsitzung 1967 von Xi Zhongxun, dem Vater von Xi Jinping. Seit Ende 2012 haben Xi Jinping und seine Verbündeten jedoch versucht, die Katastrophe der Kulturrevolution herunterzuspielen, und seit der „Boluan Fanzheng“-Periode viele Reformen rückgängig gemacht, was Bedenken hinsichtlich einer neuen Kulturrevolution auslöste.

Die Schätzungen der Zahl der Todesopfer in der Kulturrevolution variieren stark und reichen von Hunderttausenden bis zu 20 Millionen. Darüber hinaus ereignete sich im August 1975 in der Region Zhumadian in der Provinz Henan der „Zusammenbruch des Banqiao-Staudamms“, der von einigen als die größte technologische Katastrophe der Welt angesehen wurde, was zu einer Zahl von 85.600 bis 240.000 Todesopfern führte.
- Ye Jianying, der erste stellvertretende Vorsitzender der Kommunistischen Partei Chinas, behauptete während einer Arbeitskonferenz des Zentralkomitees des Kommunisten, dass „20 Millionen Menschen starben, 100 Millionen Menschen verfolgt wurden und 80 Milliarden RMB in der Kulturrevolution verschwendet wurden“ Partei Chinas am 13. Dezember 1978.[10][38][39][40]
- Rudolph J. Rummel von der Universität von Hawaii kam zu dem Schluss, dass 7.731.000 Menschen bei der Kulturrevolution starben oder 96 Menschen pro 10.000 Einwohner.[41]
- Jung Chang und Jon Halliday kamen zu dem Schluss, dass mindestens 3 Millionen Menschen bei der Gewalt der Kulturrevolution starben.[7]
- Die Geschichtsforschungseinheit der Kommunistische Partei Chinas kam 1996 (im Buch 建国以来历史政治运动事实) zusammen mit anderen drei Instituten zu dem Schluss, dass mindestens 1,72 Millionen Menschen bei der Kulturrevolution starben.[42][43]
- Nach Untersuchungen von Andrew G. Walder (Stanford University) und Yang Su (University of California, Irvine): Allein im ländlichen China wurden 36 Millionen Menschen verfolgt, 0,75 bis 1,5 Millionen starben und ungefähr die gleiche Anzahl von Menschen für das Leben verkrüppelt.[44]
- Laut Daniel Chirot von der University of Washington starben mindestens 1 Million Menschen bei der Kulturrevolution, aber einige Schätzungen gehen von bis zu 20 Millionen aus.[45]

#### Massaker während der Kulturrevolution

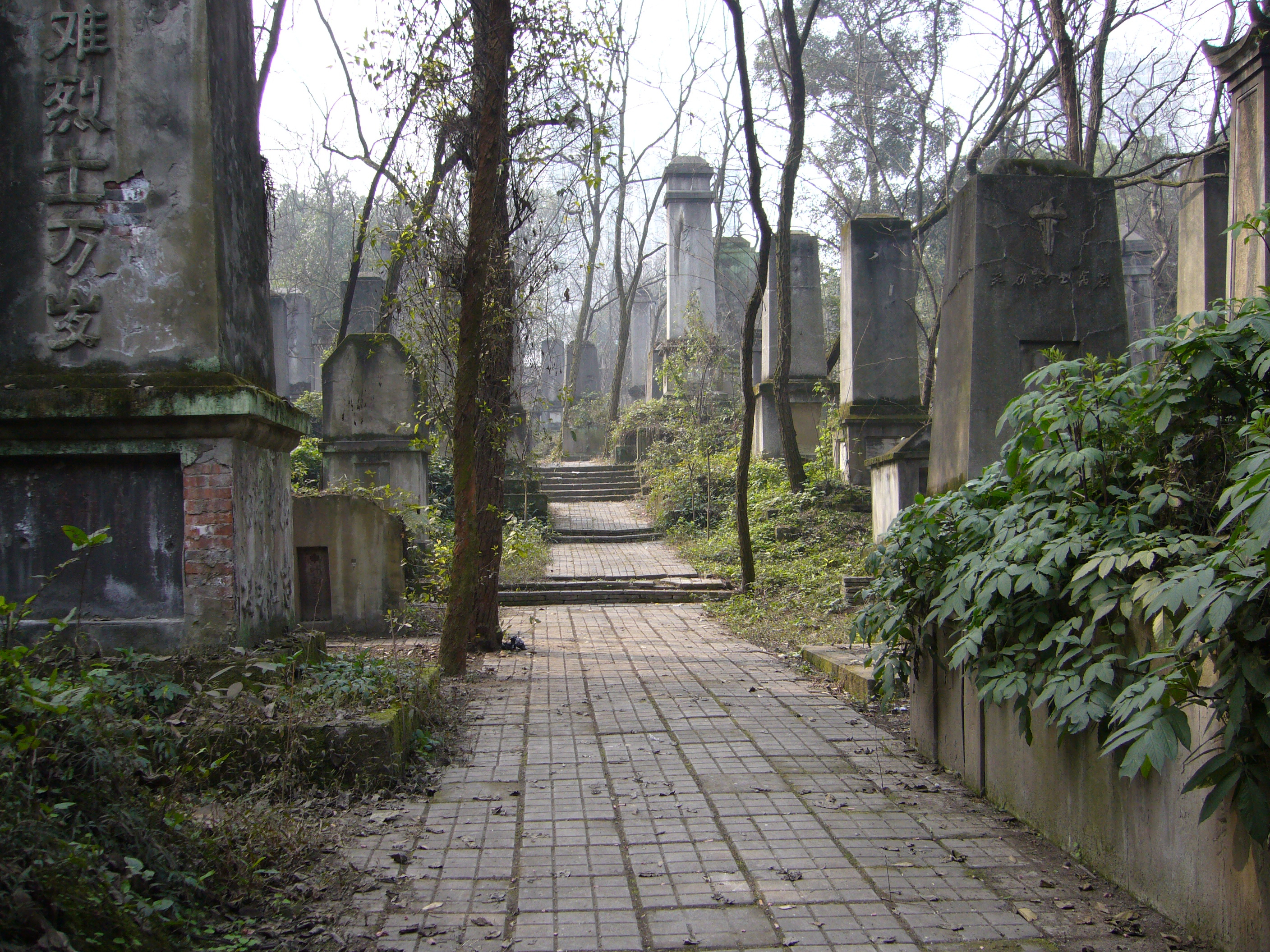
Bei dem gewaltsamen Zusammenstoß der Fraktionen in Chongqing wurden mindestens 1.700 Menschen getötet und 400–500 von ihnen auf diesem Friedhof beigesetzt.

Ab dem „Roten August“ von Peking fanden auf dem chinesischen Festland Massaker statt, darunter das Massaker von Guangxi, die Säuberung der Inneren Mongolei, das Massaker von Guangdong, der Spionagefall von Zhao Jianmin, das Daoxian-Massaker, und der Shadian-Zwischenfall. Chinesische Gelehrte haben darauf hingewiesen, dass mindestens 300.000 Menschen bei Massakern starben. Die meisten Opfer waren Mitglieder der „Fünf schwarzen Kategorien“ und ihrer Familien, Mitglieder religiöser Gruppen sowie Mitglieder „Rebellengruppen (造反派)“.
- Bei dem Massaker von Guangxi starben laut offiziellen Statistiken 100.000 bis 150.000 Menschen, und es kam auch zu massivem Kannibalismus.[9][49]
- Bei die Säuberung der Inneren Mongolei starben schätzungsweise 20.000 bis 100.000 Menschen bei Massakern.[9][50]
- Im Spionagefall von Zhao Jianmin in Yunnan starben zwischen 1968 und 1969 17.000 Menschen bei einem Massaker.[9]
- Im Roten August von Peking wurde zusätzlich zu einem Massaker, bei dem mehr als 1700 Menschen getötet wurden, eine Bewegung zur Zerstörung der „Vier Alten“ durchgeführt.[51]

#### Fraktionskämpfe und Verfolgung
Gewaltkämpfe oder Wudou (武鬥 / 武斗) waren Fraktionskonflikte (hauptsächlich zwischen Rote Garden und Rebellengruppen), die in Shanghai begannen und sich 1967 auf andere Gebiete Chinas ausbreiteten. Sie brachten das Land in den Zustand des Bürgerkriegs. Zu den in bewaffneten Konflikten verwendeten Waffen gehörten 18,77 Millionen Kanonen (einige sagen 1,877 Millionen), 2,72 Millionen Handgranaten, 14.828 Kanonen, Millionen anderer Munition und gepanzerte Autos sowie Panzer. Quellen der Kommunistischen Partei Chinas behaupten, dass die Zahl der Todesopfer während gewaltsamer Kämpfe 237.000 betrug, während Wissenschaftler 300.000 bis 500.000 Todesfälle schätzten. Weitere 7.030.000 wurden verletzt oder dauerhaft behindert.
Zur gleichen Zeit wurden Millionen von Menschen verfolgt, von denen viele zu den „Kampf- und Kritiksitzungen“ geschickt wurden. Einige Menschen konnten die Folter nicht ertragen und begingen Suizid. Forscher haben darauf hingewiesen, dass mindestens 100.000 – 200.000 Menschen während der frühen Kulturrevolution Suizid begangen haben.

### Akademiker und Bildung

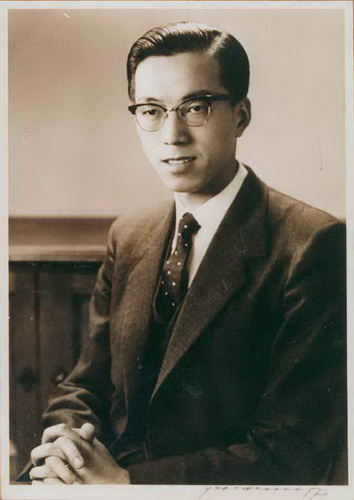
Yao Tongbin, einer der führenden Raketenwissenschaftler Chinas, wurde während der Kulturrevolution (1968) in Peking zu Tode geprügelt.

Akademiker und Intellektuelle wurden während der Kulturrevolution weitgehend verfolgt. Bekannte Akademiker, Wissenschaftler und Pädagogen, die aufgrund der Kulturrevolution starben, waren Xiong Qinglai, Jian Bozan, Lao She, Tian Han, Fu Lei, Wu Han, Yao Tongbin und Zhao Jiuzhang. Ab 1968 wurden von den 171 hochrangigen Mitgliedern am Hauptsitz der Chinesischen Akademie der Wissenschaften in Peking 131 verfolgt, und unter allen Mitgliedern der Akademie im ganzen Land wurden 229 zu Tode gebracht. Bis September 1971 wurden mehr als 4000 Mitarbeiter des chinesischen Atomzentrums in Qinghai verfolgt: 40 von ihnen begingen Suizid, fünf wurden hingerichtet und 310 wurden lebenslang verkrüppelt.
Während der Kulturrevolution funktionierte die Hochschulbildung in China nicht mehr und die Aufnahmeprüfung für das College (Gao Kao) wurde für 10 Jahre abgesagt. In der „Hinauf in die Berge und hinunter in die Dörfer (上山下乡运动)“ wurden über 10 Millionen gebildete junge Menschen aufs Land geschickt, um von den Bauern Bildung zu erhalten.

### Machtkampf

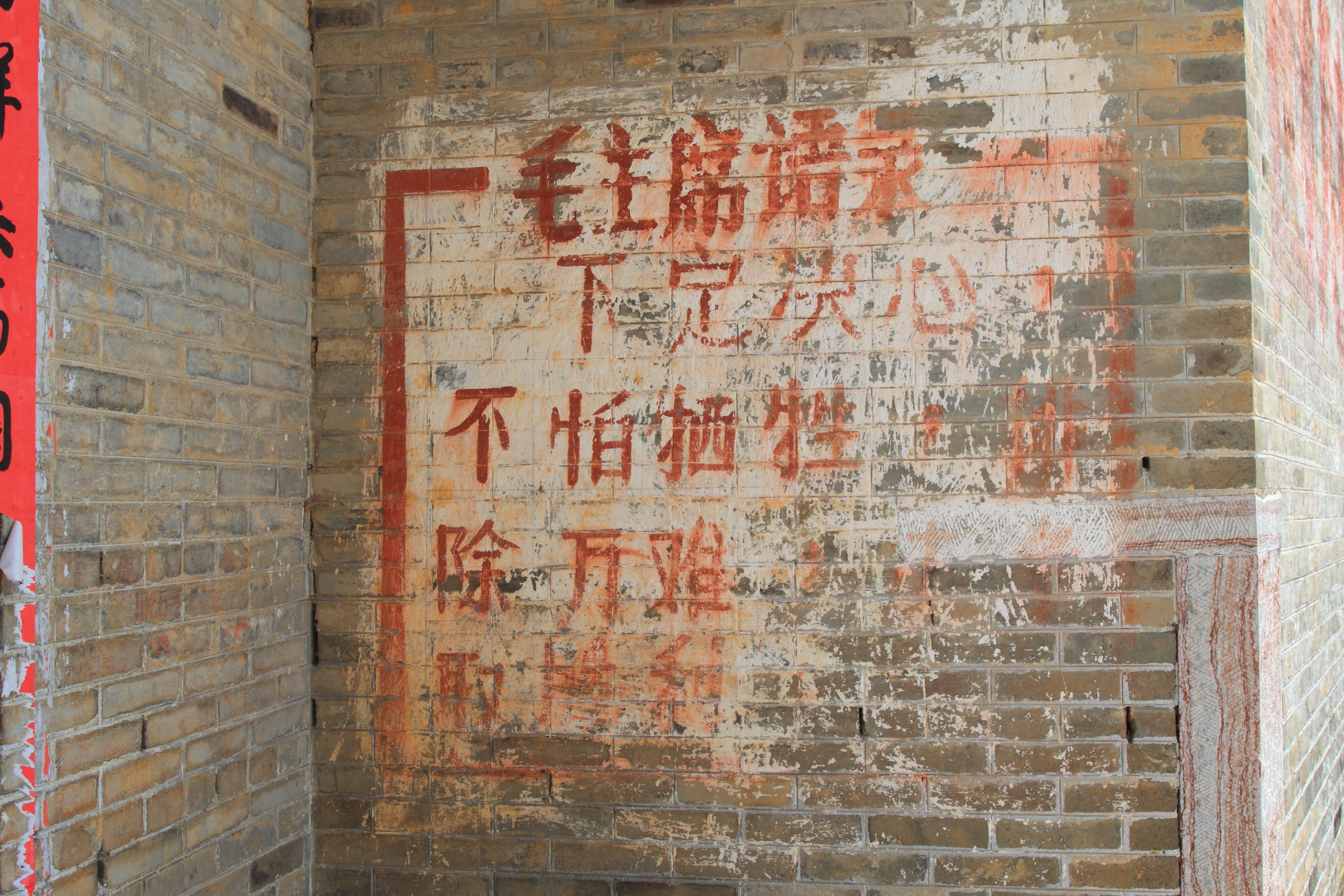
Nicht entferntes Zitat 2012

Die Kulturrevolution verfehlte letztlich alle ihre Ziele. Die Maoisten verloren den Richtungsstreit auf der ganzen Linie. Kämpften vor der Kulturrevolution noch die Linien Maos und Liu Shaoqis um die Macht, so wurden nach dem Tod Maos die führenden Kulturrevolutionäre ohne weiteres Aufbegehren in der Bevölkerung verhaftet. Der „Kampf der zwei Linien“ war beendet, die „Viererbande“ im Gefängnis, und Deng Xiaoping kam wieder zurück nach Peking.
Auch der Kampf gegen Amtsanmaßung, Bürokratismus und Privilegien der Parteikader verlief im Sande, zumal die „Linken“ ihre eigenen Privilegien nicht in Frage stellen lassen wollten. Ein Beispiel hierfür gab Jiang Qing, Maos Ehefrau, die nach außen stets die „Solidarität mit den Volksmassen“ beschwor und in grob geschnittener Uniform auftrat, hinter den Kulissen aber ein luxuriöses Leben führte.

### Sozialstruktur

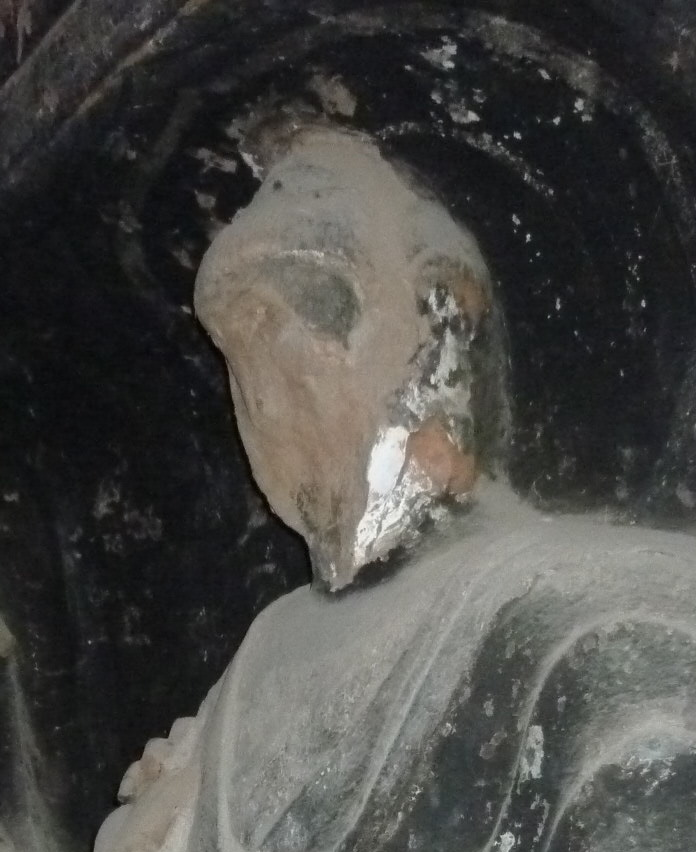
Eine Buddha-Statue, die während der Kulturrevolution zerstört wurde (Zerstörung der „Vier Alten“)

Eigene Einkaufsgelegenheiten, Dienstleistungsstellen, eigene Wohnbezirke und Erholungsheime, besondere Krankenhäuser und Schulen – Dinge, die in den Anfangsjahren der Volksrepublik verpönt gewesen waren – blieben für die Kulturrevolutionäre als Ziele bestehen. Das gemeine Volk wiederum verhielt sich dazu spiegelbildlich. Nach außen wurde der Schein gewahrt, aber wichtig waren Beziehungen, damit man durch die „richtigen Hintertüren“ gehen konnte. Das Gehen durch die Hintertür wurde zur Devise des kleinen Mannes. Auf Beziehungen kam es an, notfalls auch mittels Verfilzung und Korruption. Die Volksmassen, die ursprünglich zum Träger des Fortschritts ernannt und zur „Selbstbefreiung“ aufgerufen worden waren, wurden zum Objekt eines von oben verordneten Schauspiels. Auf Zuruf wurde das kleine rote Buch geschwungen oder wurden „begeistert“ unglaubliche neue Errungenschaften bejubelt. Die Massen jubelten, als Deng gestürzt wurde, sie jubelten, als Deng wieder eingesetzt wurde, und sie jubelten wieder, als Deng wieder gestürzt wurde. In Wirklichkeit war die Bevölkerung all dieser Kampagnen schon lange überdrüssig, aber es rentierte sich nicht, nicht mitzumachen – lieber den Schein wahren und über die „Hintertüren“ für das eigene Leben nachdenken. Das politische Leben war zu einem Schauspiel verkommen. Eine ganze Generation war vor dem Hintergrund einer tiefen Verachtung von Wissen und Können, von Bildung und Berufsethik durch die führenden Kulturrevolutionäre aufgewachsen. Millionen junger Menschen taten sich schwer, nach der Kulturrevolution wieder Fuß zu fassen.

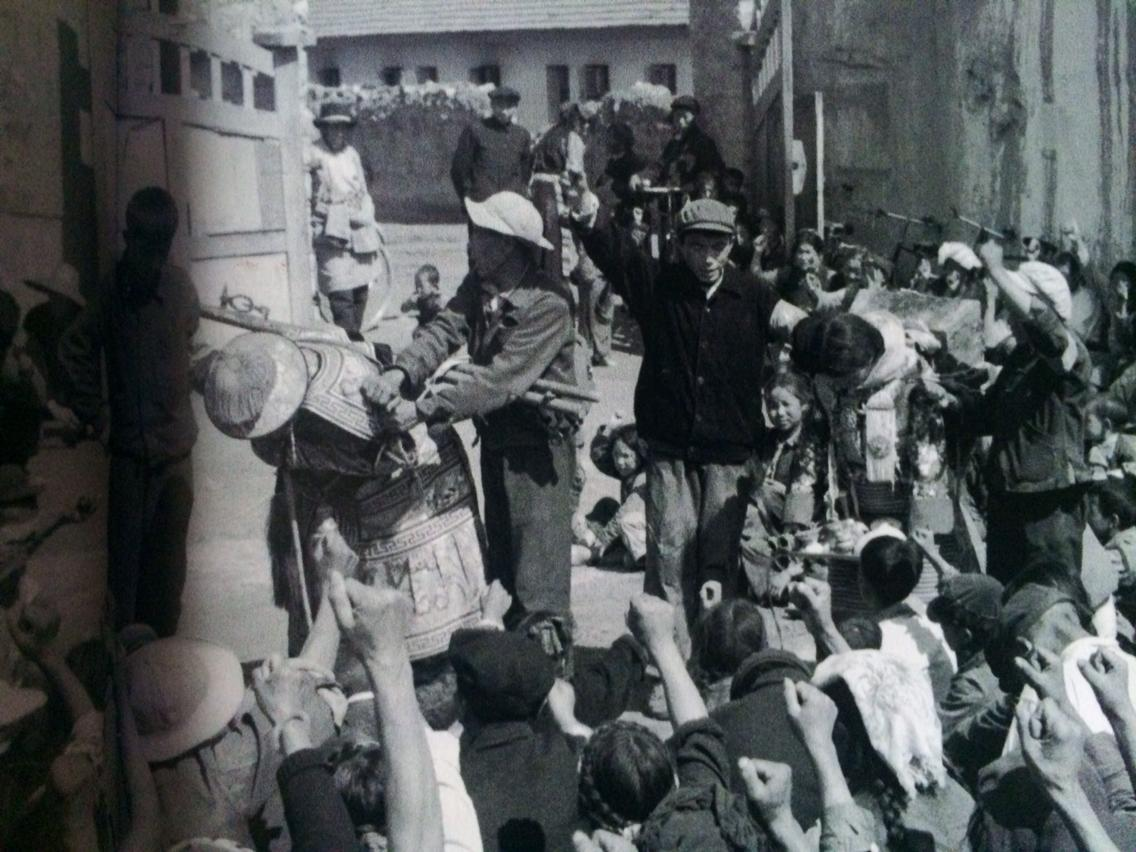
Kampfsitzung von Sampho Tsewang Rigzin und seiner Frau während der Kulturrevolution in Tibet.

Auf dem Land – und dort lebte die große Mehrheit der Chinesen – gab es freilich auch positive Ergebnisse. Die kommunalen Einrichtungen in den damals in ihren Aufgaben weit reduzierten Volkskommunen wurden wieder ausgebaut. So wurden im Rahmen der „Patriotischen Gesundheitskampagnen“ ländliche Gesundheitsdienste aufgebaut und semiprofessionelle Barfußärzte ausgebildet. Die Mechanisierung der Landwirtschaft wurde vorangetrieben, die Schulausbildung der Arbeiter und Bauern verbessert. Angeleitet von der Kampagne „Lernen von Dazhai“ wurden von den Bauern der Volkskommunen Gemeinschaftsarbeiten wie Abtragen der Hügel zur Gewinnung von neuem Ackerland, Reparatur von Deichen und Straßen oder der Bau von neuen Häusern in Eigenregie durchgeführt. Der Aufbau von Kindergärten und Kommunenpersonal trugen zur Emanzipation der Frauen bei, die nun besser innerhalb der Kommune mitarbeiten konnten und eigene Arbeitspunkte gutgeschrieben bekamen. Dennoch wollte die Mehrheit der Bauern weg von den Kollektiven und wieder ihr eigenes Land bewirtschaften, als sich schließlich die Möglichkeit dazu ergab.
Neuere Forschungsergebnisse legen nahe, dass die Kulturrevolution keine dauerhaften Änderungen des sozioökonomischen Status vorrevolutionärer Eliten erwirkte. Einkommens- und Bildungsunterschiede bestünden fort.

### Beziehung zum Ausland
Während der Kulturrevolution exportierte die Kommunistische Partei Chinas die „kommunistische Revolution“ sowie die kommunistische Ideologie in mehrere Länder in Südostasien und unterstützte die kommunistischen Parteien in Indonesien, Malaysia, Vietnam, Laos, Myanmar und insbesondere die Roten Khmer in Kambodscha, die den Genozid in Kambodscha durchführten.
Unter den über 40 Ländern, die zu dieser Zeit diplomatische oder halbdiplomatische Beziehungen zu China aufgenommen hatten, gerieten rund 30 Länder in diplomatische Streitigkeiten mit China. Einige Länder, darunter Zentralafrika, Ghana und Indonesien, haben sogar ihre diplomatischen Beziehungen zu China beendet. Mehrere ausländische Gäste wurden beauftragt, vor der Statue von Mao Zedong zu stehen, das „Worte des Vorsitzenden Mao Tsetung“ zu halten und Mao „Bericht zu erstatten“, wie es andere chinesische Bürger taten.

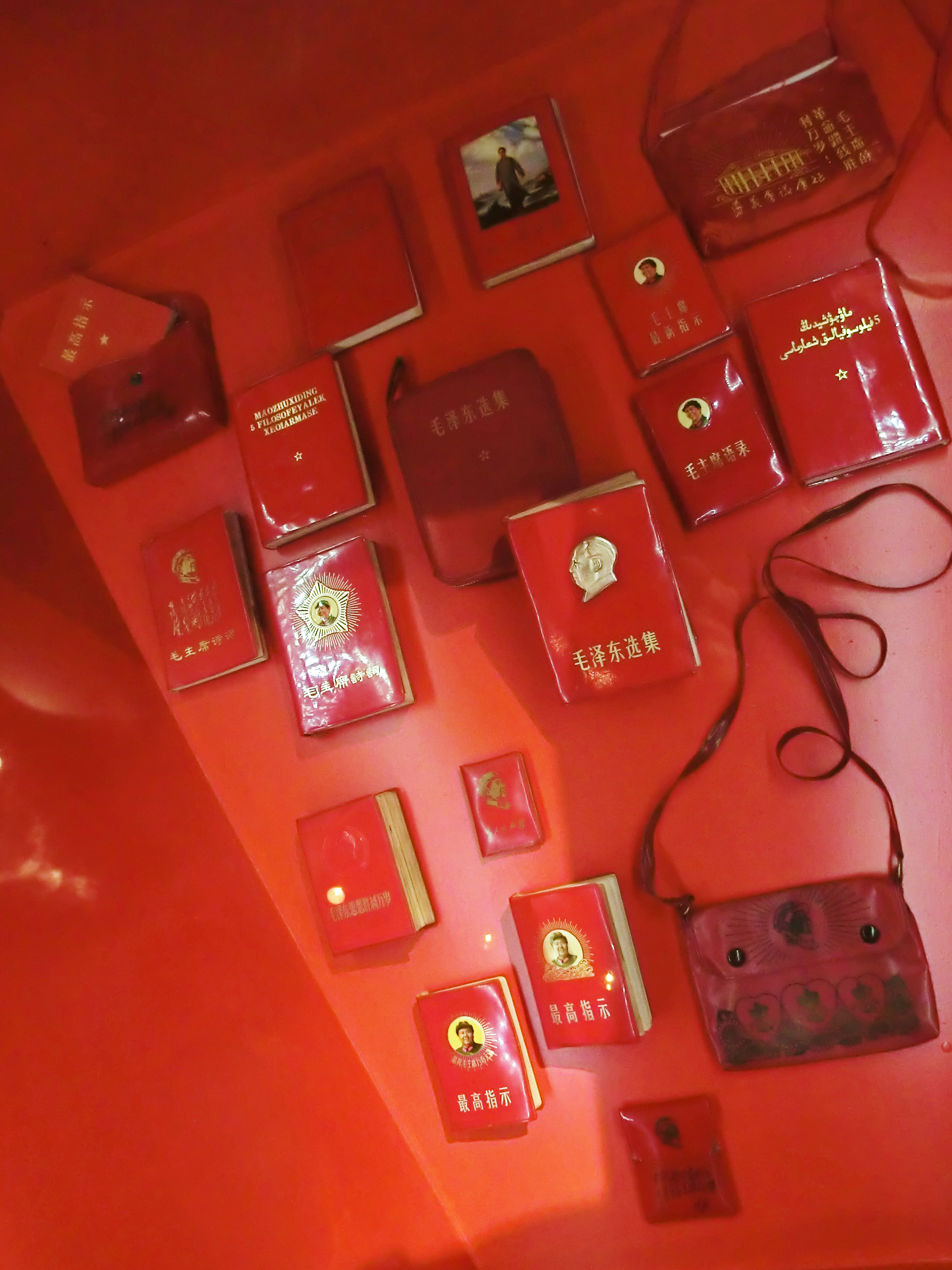
Worte des Vorsitzenden Mao Tsetung in verschiedenen chinesischen Sprachen

## Erinnerungskultur, Aufarbeitung der Vergangenheit
Am 16. Mai 2016 jährte sich zum fünfzigsten Mal der Beginn der Kulturrevolution. Wie auch in den Jahren zuvor gab es keine offiziellen Gedenkveranstaltungen für die Opfer. Am 17. Mai hat die Renmin Ribao (die „Volkszeitung“ gilt als die wichtigste Zeitung der Kommunistischen Partei Chinas) die Kulturrevolution als Fehler in Theorie und Praxis bezeichnet. Sie warnte davor, die historischen Lehren aus der Katastrophe zu vergessen. China werde niemals erlauben, dass sich die Kulturrevolution wiederhole. Die Zeitung hat die Chinesen aufgefordert, das 1980 vom damaligen Führer und späteren Reformer Deng Xiaoping formulierte Fazit über die Zeit zu akzeptieren, wonach die Kulturrevolution Chaos in der Partei, im Land und unter den Menschen jeder ethnischen Zugehörigkeit hervorgebracht habe.

### Historische Untersuchungen
- Rainer Hoffmann: Maos Rebellen. Sozialgeschichte der chinesischen Kulturrevolution. Hoffmann und Campe, Hamburg 1977, ISBN 3-455-09220-9.
- Rainer Hoffmann: Kampf zweier Linien. Zur politischen Geschichte der chinesischen Volksrepublik 1949–1977. Klett-Cotta Verlag, Stuttgart 1978, ISBN 3-12-910180-2.
- Guenther Roth: Politische Herrschaft und persönliche Freiheit. Heidelberger Max Weber-Vorlesungen 1983. Suhrkamp, Frankfurt am Main 1987, ISBN 3-518-28280-8, S. 87–136.
- Kuan-ting Kuo: Die chinesische Bürokratie in der Zeit der Kulturrevolution (1966–1976). Köster, Berlin 1996, ISBN 3-89574-162-0.
- Nora Sausmikat: Kulturrevolution, Diskurs und Erinnerung. Eine Analyse lebensgeschichtlicher Erzählungen von chinesischen Frauen. Lang, Frankfurt am Main 2002, ISBN 3-631-38424-6.
- Richard Corell: Die große proletarische Kulturrevolution. Chinas Kampf um den Sozialismus. Zambon, Frankfurt am Main 2009, ISBN 978-3-88975-159-1.
- Tomas Plänkers (Hrsg.): Chinesische Seelenlandschaften. Die Gegenwart der Kulturrevolution (1966–1976). Vandenhoeck & Ruprecht, Göttingen 2010, ISBN 978-3-525-45415-2.
- Daniel Leese: Mao Cult: Rhetoric and Ritual in China's Cultural Revolution. Cambridge University Press, Cambridge 2013, ISBN 978-0-521-15222-8.
- Cornelia Hermanns: China und die Kulturrevolution. Der letzte lange Marsch. Drachenhaus Verlag, Esslingen 2016, ISBN 978-3-943314-34-2.
- Daniel Leese: Die chinesische Kulturrevolution 1966–1976. C. H. Beck, München 2016, ISBN 978-3-406-68839-3.
- Wu Yiching: Die andere Kulturrevolution. 1966–1969: Der Anfang vom Ende des chinesischen Sozialismus. Übersetzt und von Ralf Ruckus. Mandelbaum Verlag, Wien 2019, ISBN 978-3-85476-686-5.

### Erlebnisberichte
- Ken Ling, Miriam London, Li Ta-ling: Maos kleiner General. Die Geschichte des Rotgardisten Ken Ling. Deutscher Taschenbuch Verlag, München 1974, ISBN 3-423-01024-X.
- Jung Chang: Wilde Schwäne. Die Geschichte einer Familie – Drei Frauen in China von der Kaiserzeit bis heute. Knaur, München 1991, ISBN 3-426-26468-4.
- Ting-xing Ye: Bitterer Wind. Eine junge Chinesin kämpft um ihre Würde und Freiheit. Econ-Taschenbuch-Verlag. München 1998, ISBN 3-612-26487-7.
- Yu-chien Kuan: Mein Leben unter zwei Himmeln. Eine Lebensgeschichte zwischen Shanghai und Hamburg. Scherz, Bern 2001, ISBN 3-502-18393-7. (Der 1931 in Kanton geborene und heute in Deutschland lebende Y. C. Kuan erzählt seine Lebensgeschichte, wie er als hoher politischer Beamter zur Zeit der Kulturrevolution in Verdacht gerät, ein Konterrevolutionär zu sein, und über Nacht aus seiner Heimat fliehen muss.)
- Li Zhensheng: Roter Nachrichtensoldat. Phaidon-Verlag, Berlin 2004, ISBN 0-7148-9381-1. (Erlebnisbericht und Foto-Dokumentation des Journalisten Li Zhensheng)
- Gao Xingjian: Das Buch eines einsamen Menschen. S. Fischer, Frankfurt am Main 2004, ISBN 3-10-024504-0.
- Emily Wu: Feder im Sturm. Meine Kindheit in China. Hoffmann und Campe, Hamburg 2007, ISBN 978-3-455-50034-9.
- Yang Xianhui: Die Rechtsabweichler von Jiabiangou. Berichte aus einem Umerziehungslager. Suhrkamp, Frankfurt am Main 2009, ISBN 978-3-518-12591-5.
- Xiao-Mei Zhu: Von Mao zu Bach: Wie ich die Kulturrevolution überlebte. Übersetzt von Anna Kamp. Kunstmann, München 2013, ISBN 978-3-88897-893-7 (Zhu Xiao-Mei, geb. in Shanghai, entstammt einer Künstlerfamilie und trat schon mit sechs Jahren in Rundfunk und Fernsehen auf. In ihrer Autobiografie, die in Frankreich zum Bestseller wurde, erzählt sie ihren abenteuerlichen Lebensweg. Seit 1985 lebt Zhu Xiao-Mei in Paris, wo sie – spät, aber umso erfolgreicher – ihre internationale Pianistenkarriere begann. Sie lehrt am Konservatorium in Paris, gibt zahlreiche Konzerte und begeistert insbesondere mit ihren Bach-Interpretationen.)
- Wang Youqin: Victims of the Cultural Revolution. Testimonies of China’s tragedy. Übersetzt von Stacy Mosher. Oneworld Academic, London 2023, ISBN 978-0-86154-223-9.

### Belletristische Darstellungen
- Xianliang Zhang: Gewohnt zu sterben. Edition q, Berlin 1994, ISBN 3-86124-192-7.
- Dai Sijie: Balzac und die kleine chinesische Schneiderin. Piper Verlag, München 2001, ISBN 3-492-04289-9.